# Biserica de lemn din Desești
Biserica de lemn cu framul Sf. Paraschiva din Desești a fost inclusă în decembrie 1999 pe lista Patrimoniului Mondial UNESCO împreună cu alte șapte biserici din județul Maramureș. 
Biserica din Desești reprezintă “unul din monumentele caracteristice Maramureșului secolului al XVIII-lea”..
De-a lungul anilor 1996, 1997 și 1998 s-au derulat ample lucrări de restaurare, care au vizat, atât arhitectura, cât și pictura murală. Biserica se află pe noua listă a monumentelor istorice cu codul LMI:  MM-II-m-A-04566. Veche biserică greco-catolică lăcașul de cult se află din anul 1948 în posesia Bisericii Ortodoxe Române, Parohia Ortodoxă Română Desești. Edificiul religios este revendicat de Biserica Română Unită cu Roma, Parohia Română Unită (Greco-Catolică) Desești, care a deținut lăcașul de cult până în 1948, odată cu interzicerea cultului greco-catolic la instaurarea regimului comunis în România.

## Documentare
Ioan Bârlea a consemnat, în cadrul lucrării sale din anul 1909, inscripțiile care se păstrau în interiorul bisericii. În 1911 Tit Bud realizează un scurt istoric al parohiei din această localitate. Victor Brătulescu a descris biserica de lemn din Desești, fiind cel dintâi care prezintă  grafic desfășurarea iconografică a acesteia, chiar dacă doar parțial. Totodată studiul său este important deoarece include anexe cu planurile si releveul acestei biserici. În cartea sa Arta veche a Maramureșului I. D. Ștefănescu nu insistă asupra prezentării arhitecturii bisericii din Desești ci face referiri iconografice și redă inscripțiile care însoțesc unele imagini. Cercetătoarea Anca Pop Bratu  în articolul Precizări în legătură cu activitatea unor zugravi de tradiție postbizantină în Maramureșul istoric prezintă o comparație între iconostasele realizate de pictorul Alexandru Ponehalschi printre care și cel din Desești, încercând să urmărească evoluția stilistică a picturii acestuia.. În lucrarea  intitulată Pictura murală maramureșeană, A. Pop Bratu  redă programul iconografic al picturii parietale din Desești, într-o manieră bine structurată, cu detalii amănunțite. În cadrul aceleiași lucrări autoarea analizează trăsăturile caracteristice ale stilului picturii lui Radu Munteanu, unul dintre zugravii care au decorat interiorul bisericii din Desești..  Marius Porumb sistematizează traiectoria activității celor doi pictori care au activat la Desești în cadrul Dicționarului de pictură veche românească din Transilvania, sec. XIII-XVIII. Autorul acordă un capitol aparte picturii maramureșene și implicit a celei din Desești în lucrarea sa intitulată Un veac de pictură românească din Transilvania, sec. XVIII.  Alte cercetări, având ca subiect activitatea zugravilor Radu Munteanu și Alexandru Ponehalschi, se datorează istoricilor  Ecaterina Cincheza-Buculei . și  Aurel  Bongiu . Arhitectura bisericii din Desești a fost analizată în contextul mai amplu al recentelor studii dedicate arhitecturii bisericilor maramureșene de către Alexandru Baboș și Joby Patterson.

## Datarea bisericii

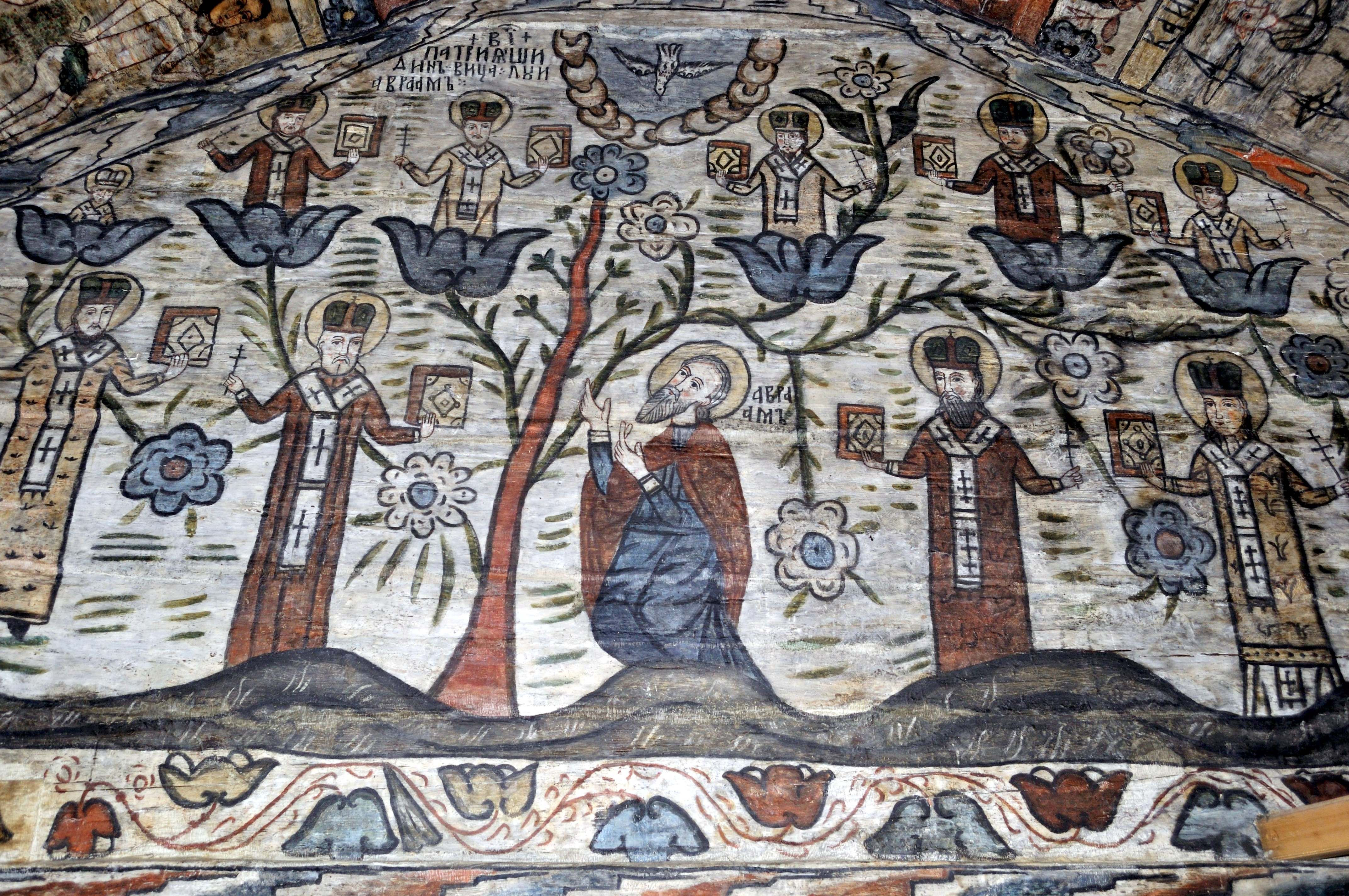
Timpanul de vest al naosului: Arborele patriarhilor

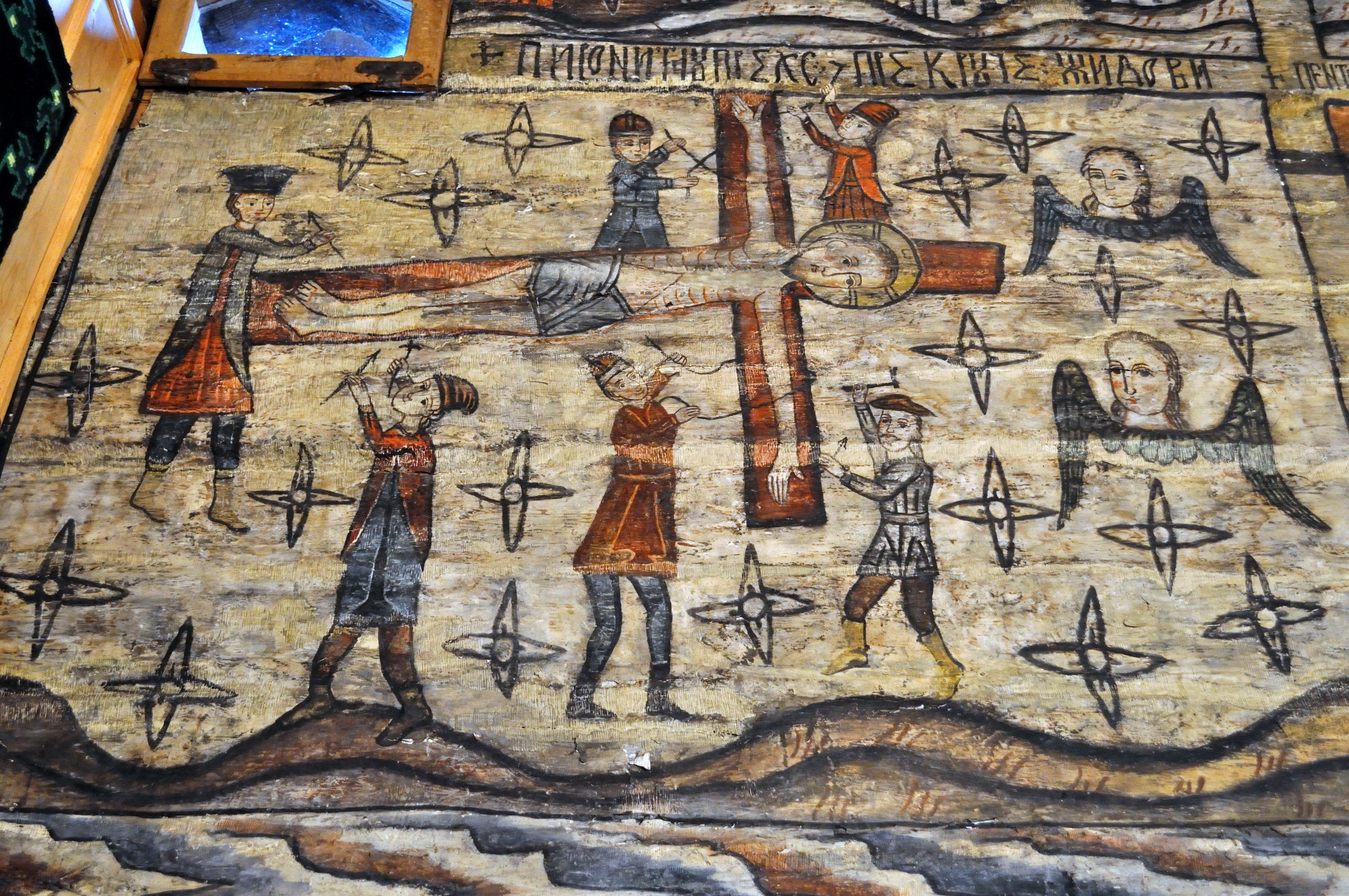
Punerea pe cruce

Biserica de lemn din Desești a fost datată de către istoricul Marius Porumb ca fiind edificată la mijlocul secolului al XVIII-lea. Vicarul greco-catolic al Maramureșului, Tit Bud, consemnează că biserica a fost construită în 1770. Același an de construire a bisericii îl propune și Joby Patterson, iar Alexandru Baboș o datează în anul 1780. Având însă în vedere că ansamblul parietal și iconostasul au fost realizate în anul 1780, biserica a fost probabil construită cu câțiva ani înainte de decorarea ei.

## Pictura bisericii
Pictura din interiorul bisericii din Desești s-a păstrat în condiții bune, acoperind toți pereții celor trei încăperi.  Tocmai de aceea importanța acestui ansamblu parietal este deosebită, fiind un exemplu reprezentativ de pictură postbizantină de secol XVIII specifică Maramureșului. La acest fapt se adaugă însemnătatea întâlnirii în cadrul aceleiași biserici a doi dintre cei mai renumiți pictori din Maramureș. În absida altarului bisericii se află una din inscripțiile care consemnează numele zugravilor care au realizat pictura: “Acest sfânt altar l-au zugrăvit în zilele lui […] Bacinschi Andrei, vicareș fiind Gheorghe Dioseghi, prototop fiind Rădnic Teodor, preot fiind Dunca Moise, diac fiind Drăguș Todor; pentru zugrăvitu au plătit boieri[i] satului. Zugrav Radu Munteanu și Gheorghie” . În pronaos se află următoarea inscripție: „1780, au plătit această tindă de o au zugrăvit gazdele satului az pisan (am scris eu) Radu Munteanu zugravu”. Ioan Bârlea și Anca Pop Bratu au transcris greșit un cuvânt foarte important, care desemnează comanditarii acestei picturi. În loc de gazde (stăpânii, proprietarii satului) cercetătorii au transcris jupânese (boieroaice, stăpâne) . Pe iconostas, deasupra registrului ce conține icoanele împărătești, se desfășoară o altă inscripție: „Ani[i] Domnului 1780, acest sf[ânt] fruntar l-au plătit Pop Eanoș Părșinar și cu jupâneasa dumisale Marica, fecioru[ul] lor Ștefan și cu părinții lor Pop Grigorie, Acsene, ca să le fie lor pomană  în veci de veci, Amin luna lui iunie 7 zile, de 35 de forinți” . Inscripția nu consemnează numele pictorului, dar este importantă deoarece conține data execuției și numele donatorilor. Toate cele trei inscripții din biserica din Desești certifică importanța pe care nobilii maramureșeni au avut-o, în calitate de ctitori, în construirea și împodobirea lăcașurilor de cult.

### Iconostasul și icoanele din biserică

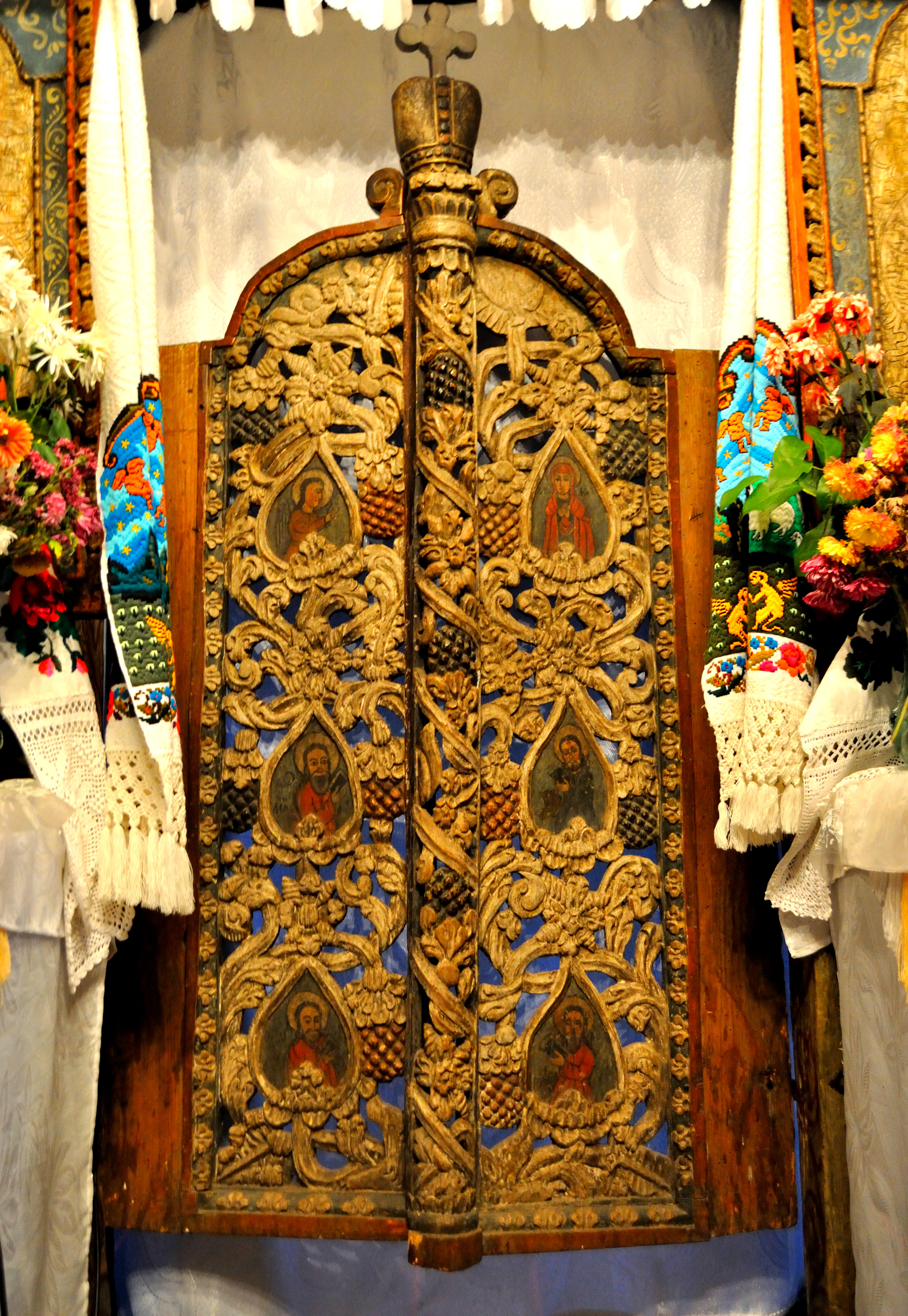
Ușile împărătești

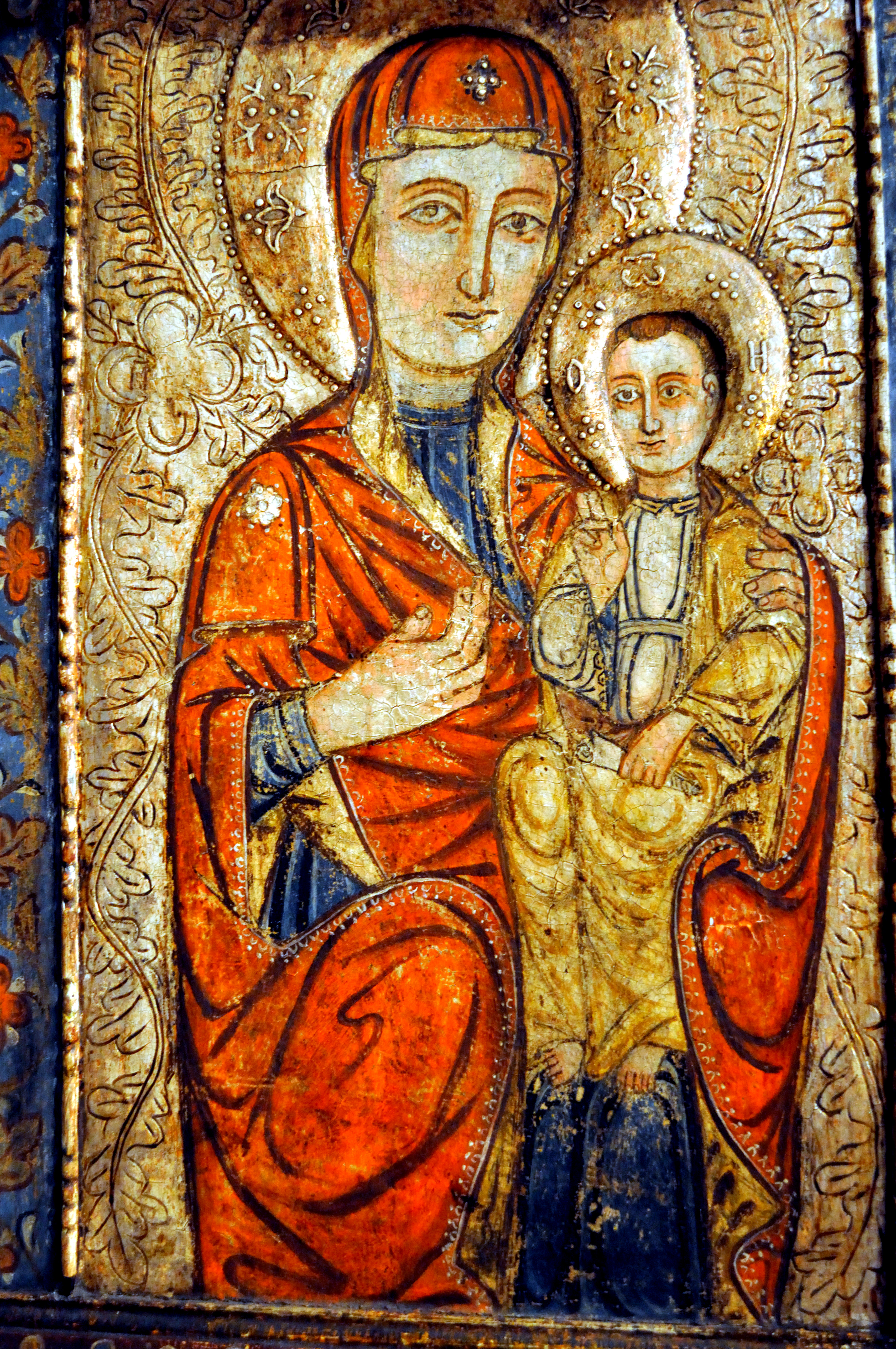
Maica Domnului cu Pruncul

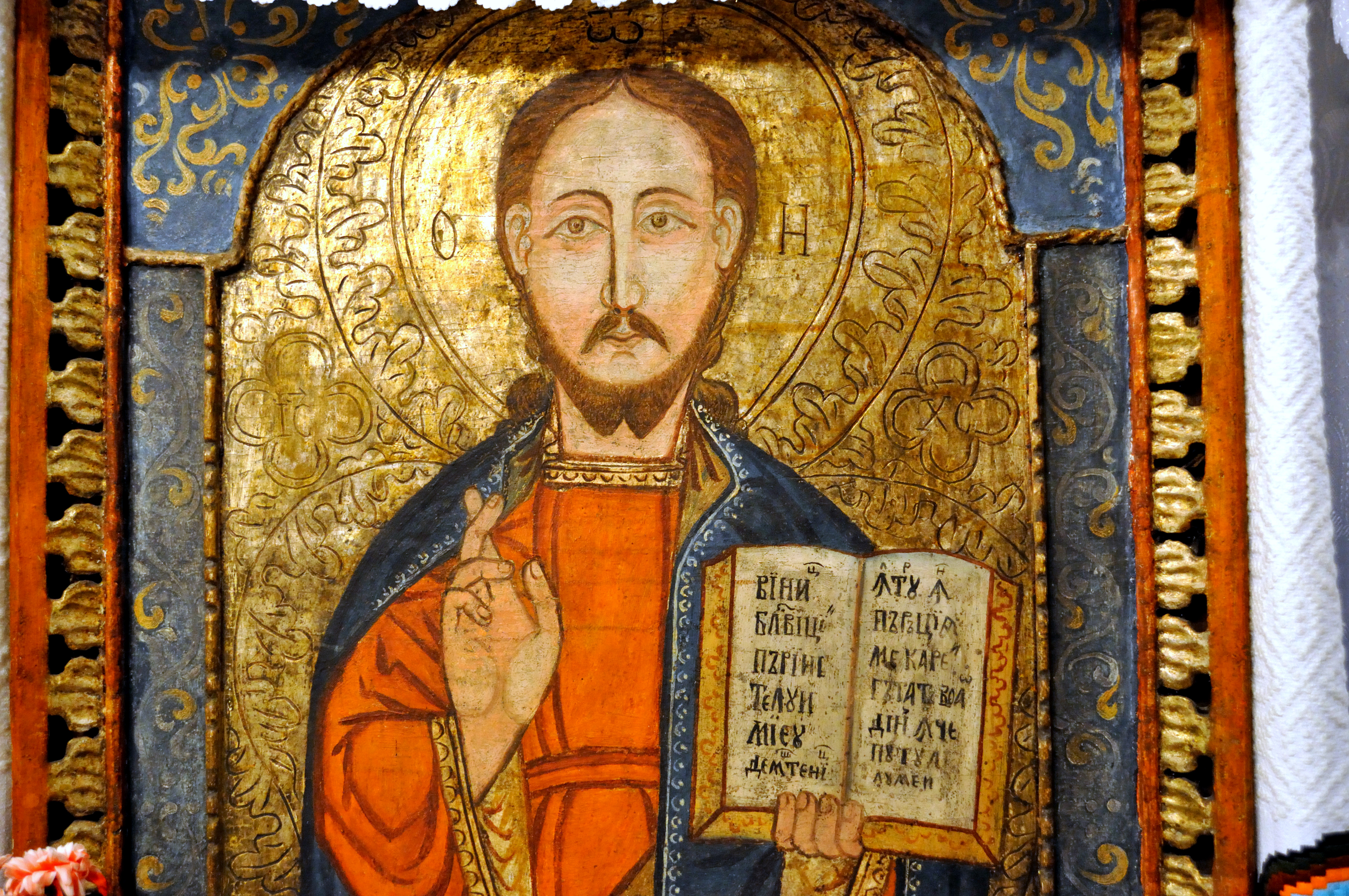
Deisis

Inscripția de pe iconostas nu conține numele pictorului, dar prin analogie stilistică cu alte iconostase semnate de către Alexandru Ponehalschi, tâmpla bisericii din Desești se poate atribui aceluiași pictor. După nume Alexandru Ponehalschi pare să fie  de origine poloneză. Prima atestare a activității sale datează din anul 1751, când realizează o icoană a Maicii Domnului cu Pruncul la biserica din Bârsana. El a fost probabil conducătorul unui atelier intinerant, afirmându-se ca pictor muralist, dar și ca zugrav de icoane.  
Tâmpla bisericii din Desești, ca în toate bisericile maramureșene este pictată pe peretele estic al naosului, înălțându-se până la boltă, icoanele mobile reducându-se la un singur rând . La Desești iconostasul este format din trei registre suprapuse, iar partea  inferioară conține 4 icoane mobile, ce constituie icoanele împărătești.  În partea superioară a tâmplei sunt pictate trei scene: Răstignirea, Punerea în mormânt și Învierea. Cel de-al doilea registru conține în mijloc reprezentarea lui Dumnezeu-Tatăl, iar de o parte și de alta sunt redați proorocii. În partea mediană al celui de-al treilea registru se află scena Deisis, flancată de reprezentările apostolilor. Pe lângă analogiile stilistice se constată asemnănări evidente în dispunerea și iconografia registrelor la toate iconostasele realizate de A. Ponehalschi. Pictorul a realizat tâmpla bisericii din Călinești-Căieni (1754), iconostasele de la  Sârbi-Susani (1760) și Budești-Susani (1760), tâmpla bisericii din Ieud-Deal( 1765) și cea de la Berbești( 1769).
Programul iconografic al tâmplelor se aseamănă, identificându-se totuși câteva deosebiri. Primul registru conține în tâmplele din Călinești-Căieni, Sârbi-Susani, Budești-Susani și Ieud-Deal Răstiginirea în partea mediană, în stânga scena Coborârea de pe cruce, iar în dreapta Punerea în mormânt. Numai în biserica din Desești scena a fost înlocuită cu Învierea. În scena Răstiginirii, în toate tâmplele dispunerea personajelor este identică.   Exceptând biserica din Desești, celelalte iconostase pictate de Alexandru Ponehalschi, conțin în partea mediană al celui de al doilea registru reprezentarea Maicii Domnului a Întrupării, care-l poartă pe Iisus copil într-un medalion pe piept . La Desești, același spațiu este ocupat de reprezentarea lui Dumnezeu-Tatăl. Toate tâmplele conțin reprezentările proorocilor pe laturile acestui registru. Desfășurarea iconografică a tuturor iconostaselor lui Alexandru Ponehalschi, prezintă în registrul al treilea scena Deisis și reprezentările celor doisprezece  apostoli. Pentru reconstituirea parțială a iconostasului bisericii din Berbești, care a fost demolată în anul 1932, foarte importantă se dovedește a fi fotografia realizată de Atanasie Popa și care a fost publicată de către Alexandru Baboș. Fotografia făcută din navă înspre absida altarului surprinde partea inferioară a iconostasului. În cadrul registrului al treilea se observă că au fost pictate scena Deisis și reprezentările apostolilor, grupați câte doi sub arcade. Din registrul al doilea fotografia redă doar partea inferioară, distingându-se parțial medalioanele cu prooroci, iar în partea mediană a fost probabil pictată Maica Domnului.  Prin compararea  decorației iconostaselor pictate de Alexandru Ponehalschi se constată o complicare a formelor: decorația cea mai simplă este prezentă la cel mai vechi iconostas, de la Călinești-Căeni, motivele decorative complicându-se la cele ulterioare.
În prezent, patrimoniul mobil al bisericii de lemn din Desești, este constituit din paisprezece icoane, toate pictate în aceeași tehnică, tempera pe suport de lemn. O icoană - care îl reprezintă pe Iisus Pantocrator - este realizată în secolul al XVII-lea, iar celelalte datează din veacul al XVIII-lea.Inscripțiile celor patru icoane împărătești nu consemnează numele pictorului, insă prin analogie stilistică ele pot fi atribuite zugravului Alexandru Ponehalschi. Cea mai veche pereche de icoane, Maica Domnului cu Pruncul și Deisis au fost pictate în anul 1752, conform inscripției de pe prima icoană: „[acea]sta Sfântă icoană au cumpărat Pop Ștefan și cu soața sa Todora...Să fie pomană în veci de veci amin 1752 luna...”. Probabil aceste lucrări au făcut parte din iconostasul vechii biserici. Alexandru Ponehalschi pictează și cealaltă pereche de icoane împărătești în anul 1778: Iisus Pantocrator și Maica Domnului cu Pruncul. Nici aceste lucrări nu sunt semnate, dar icoana Iisus Pantocrator prezintă o importantă inscripție ce consemnează anul execuției: „1778 luna lui Maie 15 zile, această icoană au cumpărat Popu Ioan și soața sa Palaghia”.
Radu Munteanu, cel de-al doilea pictor prezent la Desești,  a realizat probabil pentru această bsierică patru icoane: Înălțarea lui Iisus, Botezul Domnului, Schimbarea la față și Sfânta Paraschiva. Deși nici una dintre ele nu este semnată, prin analogie stilistică lucrările îi pot fi atribuite. Icoana Sfânta Paraschiva, pictată spre sfârșitul secolului al XVIII-lea, a fost probabil icoana de hram a bisericii din Desești. Pictorul  Radu Munteanu a fost originar din satul Ungureni, situat în zona Lăpuș. Icoana Mucenița Paraschiva pictată  în anul 1754 la Sălnița reprezintă prima lucrare pe care o cunoaștem din cadrul activității pictorului. Contactul cu zugravii maramureșeni au influențat activitatea lui Radu Munteanu, determinând adoptarea programului iconografic specific bisericilor maramureșene și în cadrul monumentelor de cult din zona Lăpuș (bisericile din Ungureni(1782), Rogoz(1785)

### Pictura absidei altarului
Clădirea bisericii constituie atât lăcașul ceresc, casa lui Dumnezeu, cât și biserica pământească. Activitățile cele mai sacre se desfășoară în zona sanctuarului încăperea sa fiind destinată membrilor clerului. În acest spațiu se află masa altarului și se săvârșesc sfintele taine.
Pictura absidei altarului bisericii din Desești respectă canoanele picturii bizantine, conform cărora bolta și pereții sanctuarului sunt dedicați Fecioarei și liturghiei divine .
La Desești,  în mijlocul bolții este pictată într-un medalion Sfânta Fecioară Maria, redată în chip de orantă. Medalionul Fecioarei este înconjurat de reprezentările celor patru evangheliști. În timpane sunt redați arhanghelii Rafael și Gavril.  Pe peretele răsăritean se află desfășurarea Sfintei Treimi la Mamvri. Pe partea de sud-est au fost pictate scenele: Mironosițele la mormânt și Îngerul la mormîntul lui Iisus. Reprezentarea Mironosițelor la mormânt este o temă specifică altarului, fiind legată de speranța în înviere. Pe pereți au mai fost pictate următoarele teme: Trei  soldați  care  își  împart cămașa lui  Iisus, Crucificarea, Intrarea în biserică a Maicii Domnului. Pe peretele de nord al absidei altarului, acolo unde se află proscomidia, locul destinat pregătirii sfintelor daruri, se află scenele Jertfa lui Avraam și Iisus-Viță-de-Vie, reprezentări care simbolizează jertfa liturgică. Programul iconografic al absidei altarului cuprinde potrivit indicațiilor date de cărțile de pictură bizantină reprezentări ale sfinților ierarhi.  În partea de sud, unde se află diaconiconul – locul de păstrare al veșmintelor liturgice – se află imaginile Sfântului Pahomie și a arhanghelului Mihail.

### Pictura naosului

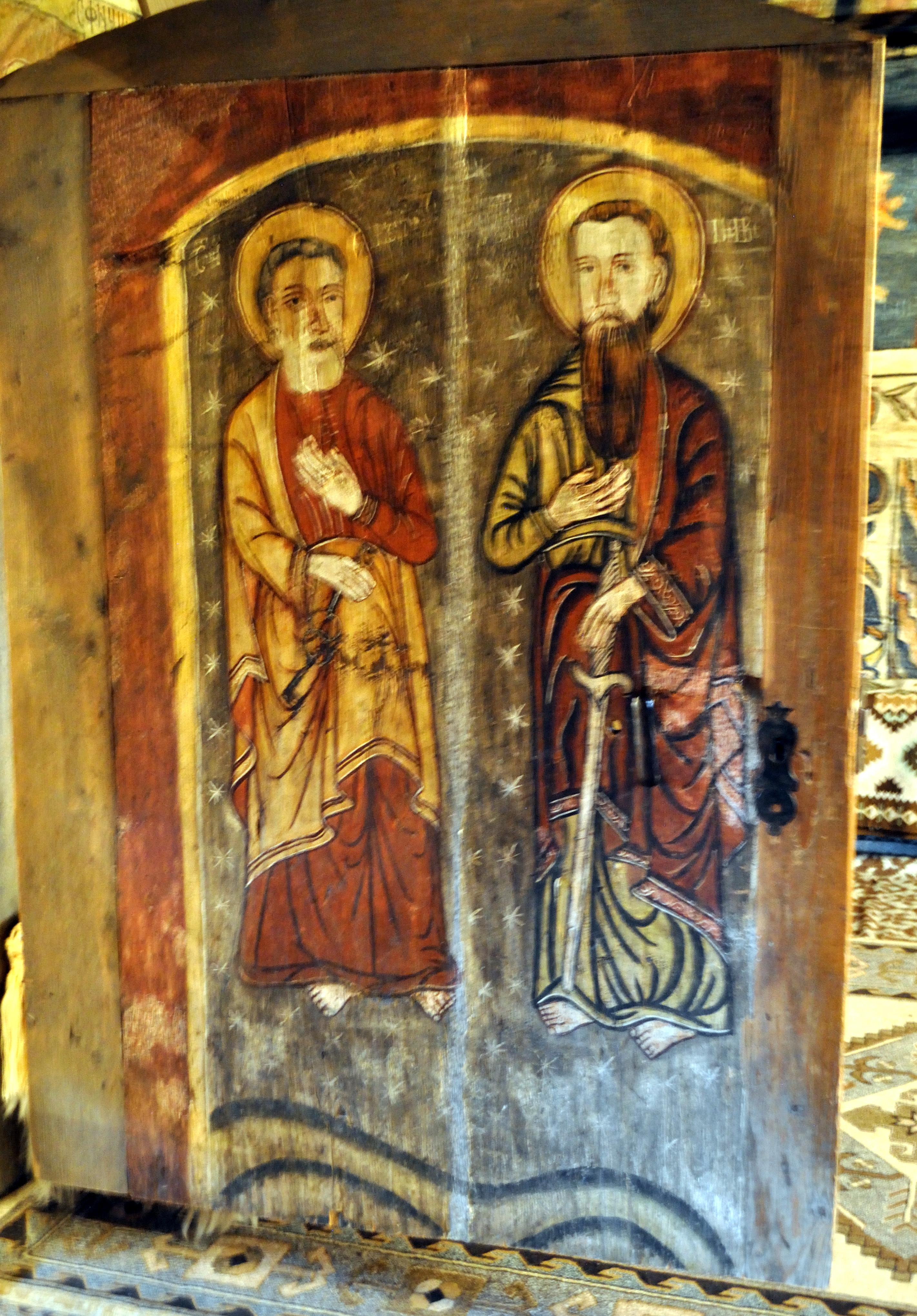
Ușa pictată de intrare în naos: „Sfinții Apostoli Petru și Pavel”

Naosul reprezintă spațiul unde comunitatea se adună pentru a asista la slujbele religioase, iar ca simbolistică acesta reprezintă întruparea pământească a universului creștin . 
Cupola naosului, simbolizează cerul, „ierarhia divină”, însă deoarece acest element arhitectural lipsește în bisericile de lemn, bolta preia această semnificație. Pe bolta bisericii din Desești zugravul a pictat Maria Domnului Orantă, Iisus Învățător și patru arhangheli.
Bisericile din Maramureș cuprind în naos o desfășurare amplă a Vechiului Testament, reprezentarea acestor teme constituind o caracteristică a ansamblurilor iconografice din întreaga Transilvanie. În ansamblurile de pictură din Maramureș predomină scenele din Geneză. Această caracteristică se întâlnește și în biserica din Desești, unde al doilea registru, pictat pe poalele bolții este constituit din cinci scene care fac parte din ciclul Genezei: Facerea  lui  Adam,  Facerea  Evei,  Ispita șarpelui, Alungarea  din  rai și  Cain îl  ucide  pe Abel. Arborele patriarhilor cuprinde întreg peretele vestic, fiind pictat într-o desfășurare amplă.
Ansamblul parietal al bisericii din Desești prezintă de asemenea o altă caracteristică dintre cele mai importante ale programului iconografic din bisericile maramureșene: pe pereții naosului are loc prezentarea comparativă într-o manieră accentuat moralizatoare a scenelor din Vechiul Testament (scene din Geneză) și Noul Testament (minuni, pilde și Patimi). Ciclul Patimilor este cel mai detaliat redat, cuprinzând șaisprezece scene. Radu Munteanu va păstra această dispoziție iconografică și la bisericile din Ungureni și Rogoz, din zona Lăpuș.
În partea inferioară a pereților naosului se află portrete de mucenici, reprezentând sfinți militari, pustnici, mărturisitori. Registrul inferior al peretelui de nord, cuprinde  trei episoade din viața Sf. Dimitrie:  Lupta lui Nestor cu  Lie, Lie  aruncat în țepi și Sf. Dimitrie îl  binecuvintează  pe Nestor. Primul episod este redat frecvent în bisericile maramureșene, personajul negative Lie fiind adesea reprezentat în costum de husar. Alte teme din Vechiul Testament pictate în registrul inferior al naosului sunt: David  plânge  moartea  lui  Avesalom, David  îl  ucide  pe  Goliat, Iuditha  și  Holofern.  Ușa intrării de vest a naosului este împodobită cu reprezentările Sf. Petru și Pavel.

### Pictura pronaosului

Pronaos, peretele de vest: Pilda celor zece fecioare și scene din compoziția Judecății de Apoi

Pronaos, peretele sudic: Judecata de Apoi, reprezentarea Iadului

În bisericile de lemn maramureșene pronaosul este denumit de către localnici „biserica femeilor”, deoarece din acest spațiu ele asistă la slujbă. Compoziția Judecata de Apoi ocupă cel mai important loc în cadrul picturii pronaosului bisericii din Desești: ea are o amplă desfășurare, întinzându-se pe cei patru pereți ai încăperii. Judecata de Apoi este o reprezentare care nu a lipsit aproape din nici o biserică de lemn românească din zona Maramureșului istoric, fiind pictată întotdeauna în spațiul pronaosului. Datorită spațiului redus pe care îl aveau la dispoziție pictorii maramureșeni au fost nevoiți să recurgă la o selecție a scenelor, neputând să înfățișeze toate imaginile recomandate de tratatele de iconografie. Selectarea s-a făcut în funcție de caracterul didactic al scenelor, iar Judecății de Apoi, cunoscută pentru rolul ei moralizator, i s-a acordat o dezvoltare foarte amplă.
„Amplasarea Judecății de Apoi în spațiul cel mai apropiat de intrarea sau ieșirea credincioșilor din biserică are o îndelungată tradiție în iconografia creștină, scena fiind redată frecvent în naos sau nartex pe peretele vestic sau uneori în exonartex. Tema Judecata de Apoi a fost reprezentată în mod obișnuit, atât în bisericile bizantine cât și în cele din vestul Europei, pe peretele de vest, pe partea unde soarele apune”.
În cazul bisericii din Desești, centrul compoziției se află pe peretele de est și-l înfățișează pe Iisus Judecător. Acesta este asistat de apostoli și îngerii care trâmbițează. În partea inferioară Iisus este flancat de Adam și Eva îngenunchind, iar la picioarele Sale se află reprezentarea Etimasiei. Pe peretele estic se află imaginea Raiului, redat prin cei trei patriarhi, ținând în brațe sufletele aleșilor. Pe partea nordică a pronaosului în registrul superior sunt pictați mucenițele, preacuvioșii, mucenicii, împărații, patriarhii. În registrul inferior este dezvoltată amplu tema proorocilor. La Desești scena Iadului cunoaște o amplă dezvoltare, întinzându-se pe trei pereți. Râul de foc iese de sub picioarele lui Iisus și se varsă în gura monstrului Leviathan. Pictorul a inclus printre păcătoși „vărsătorii de sânge”, „preacurvari”, „călugărițele curve”, „spanul” (comitele), „judele”, care sunt așezați în roabe împinse de diavoli. În râul de foc, în pline chinuri sunt pictați „furii” și „giudecătorii nedrepți”. Într-o parte a Iadului se află doi diavoli care torturează o fată așezată pe un pat, iar inscripția de lângă explică semnificația scenei: „Fata care doarme dumineca”.  Însă lumea Iadului maramureșean include anumite reprezentări care nu sunt descrise de către cărțile de iconografie. La Desești, în partea superioară a Iadului sunt pictate, stând pe scaune, Lenea, Moartea, Ciuma și Foamea. Ulterior, zugravul Radu Munteanu a inclus aceste personaje: în anul 1785 în cadrul compoziției Judecății de Apoi din Rogoz, zona Lăpușului. Totodată primele trei personificări amintite se întâlnesc și în bisericile din zona Codrului, la Corund și Orțâța. 
În partea inferioară a peretelui apusean pictorul a redat alți păcătoși chinuiți de diavoli: „mincinosului” i se scoate limba, iar cel care și-a ucis părinții este lovit de diavol cu o secure. Alt registru conține următoarele scene: „Gheena cea împuțită”, „Tartaru” „Scrâșnirea dinților” și „Viermi neadormiți”. În registrul superior al peretelui sudic, se află imaginea lui Moise care conduce cetele de neamuri spre tronul de judecată al lui Iisus. Popoarele sunt identificabile prin inscripții: „jidovi”, „turci”, „nemți”, „tătari”, „frânci”.
În pronaosul bisericii din Desești, pe peretele de vest, deasupra intrării – vizaviz de reprezentarea lui Iisus Judecător – este pictată Maica Domnului în chip de orantă. În partea stângă a aceluiași perete, deasupra imaginii Iadului, se află scena Pilda celor zece fecioare, a cărei semnificație escatologică stă în legătură cu Judecata de Apoi. Decorația spațiului pronaosului este întregită cu reprezentările de pe tavan: Mucenițele Varvara, Iuliana și Marina,  Sfânta Sofia și Sfânta Marina. Tavanul este decorat și cu reprezentările Arhanghelului Mihail și al Proorocului Daniel.

## Imagini din exterior

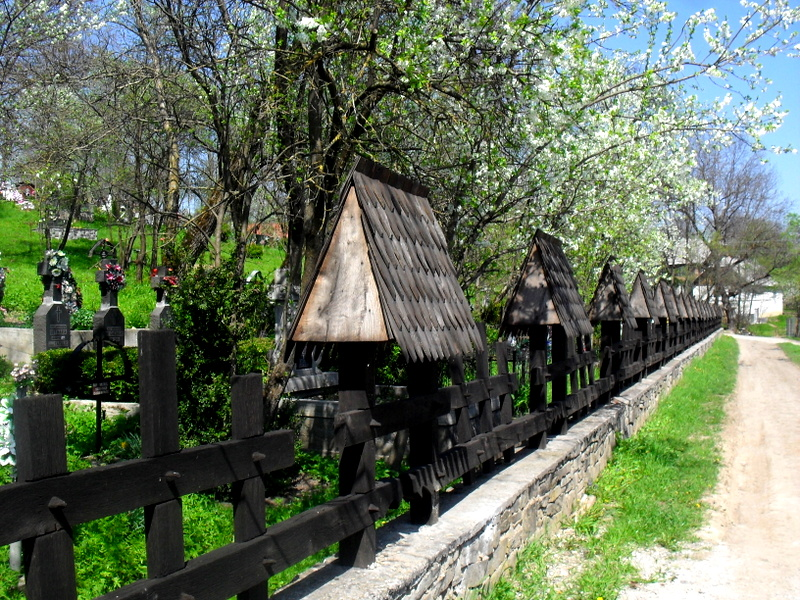
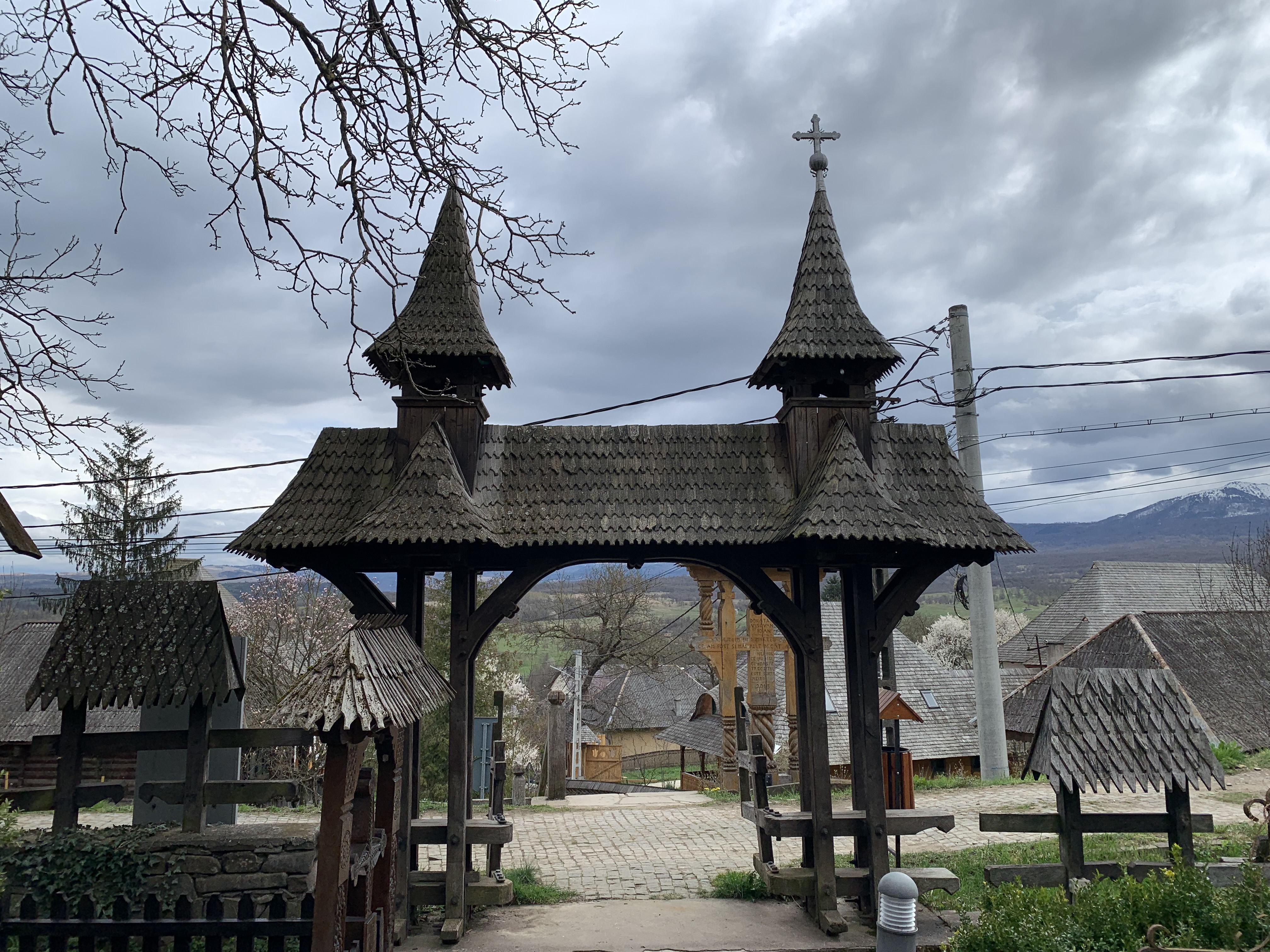
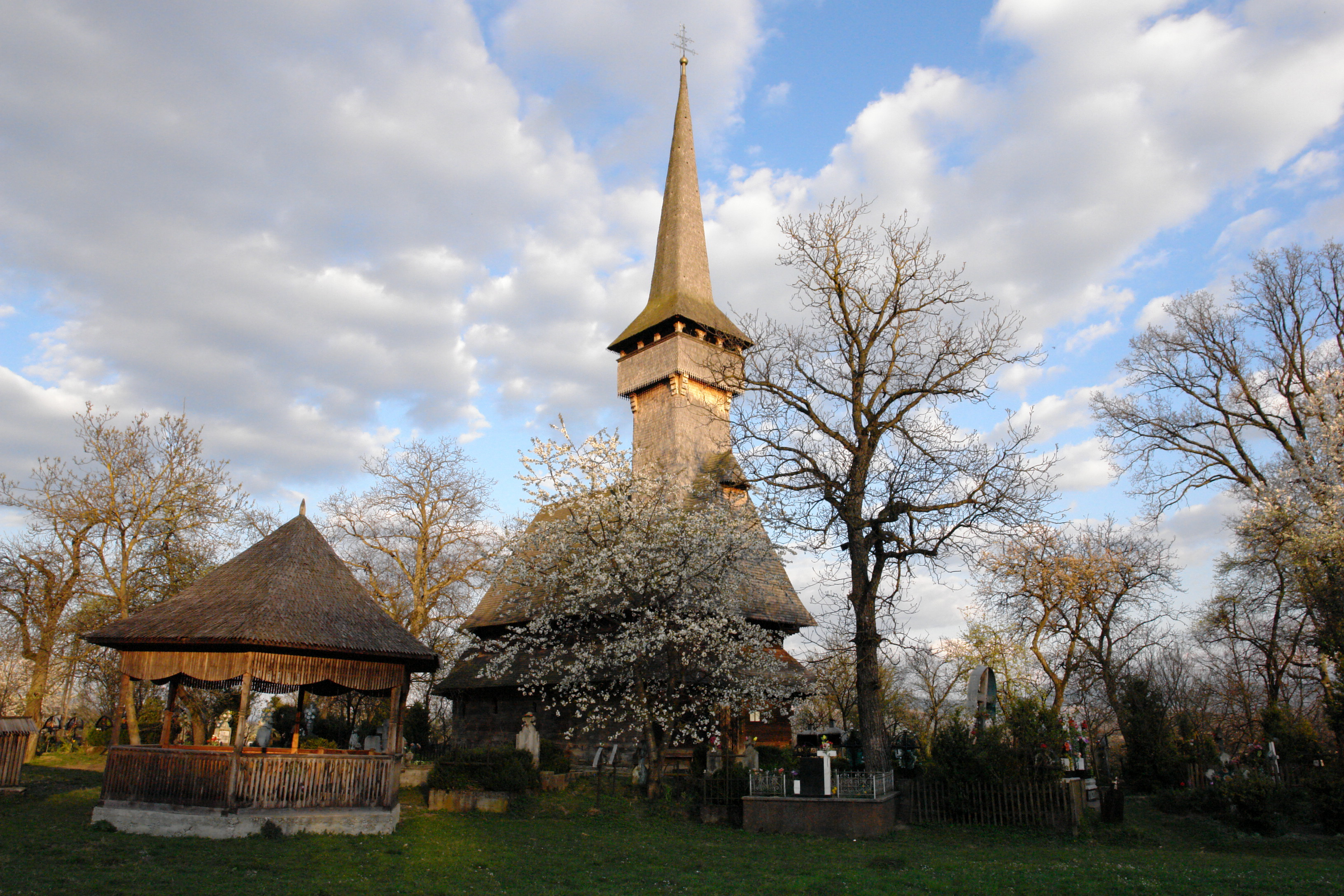
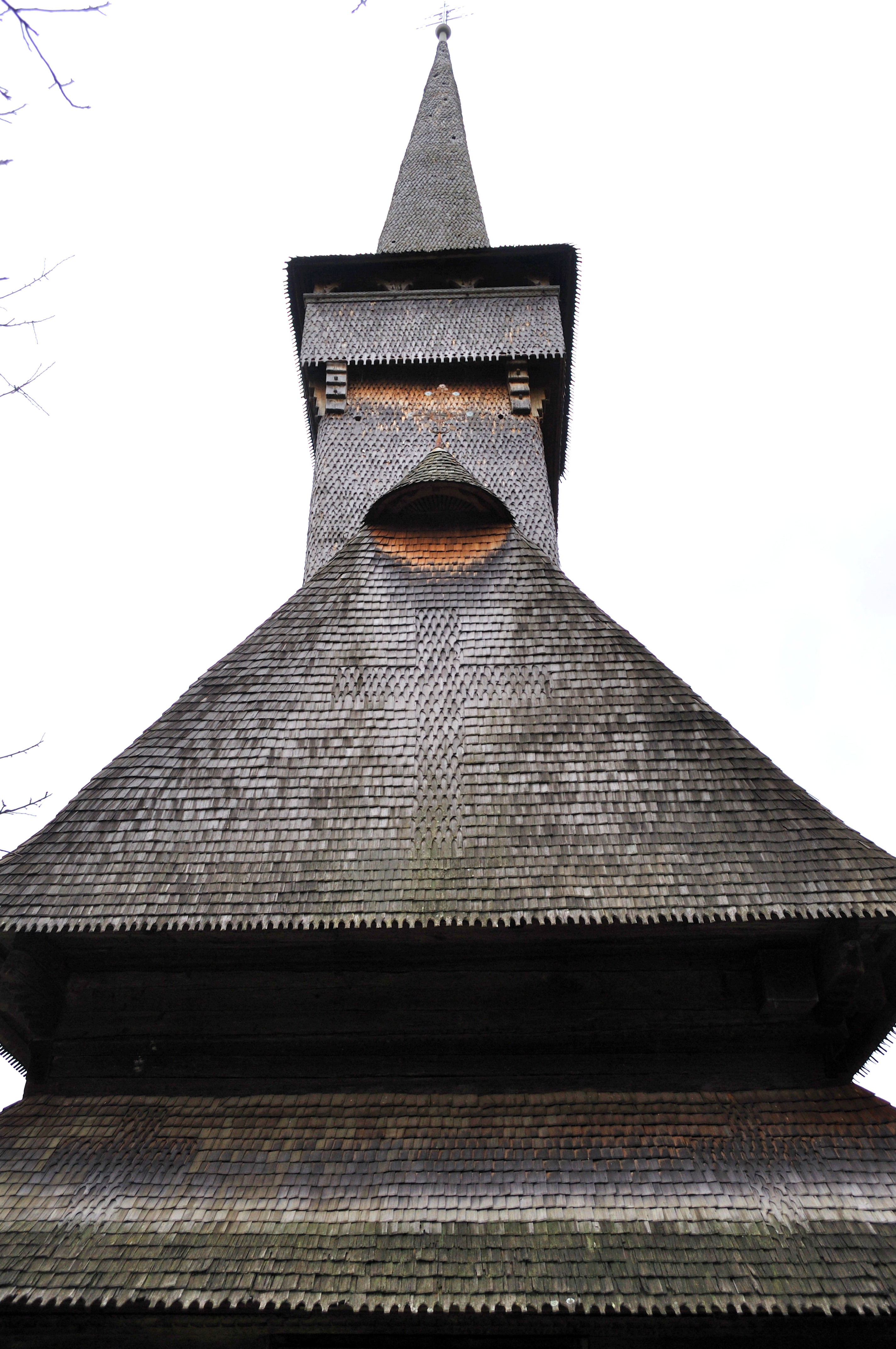
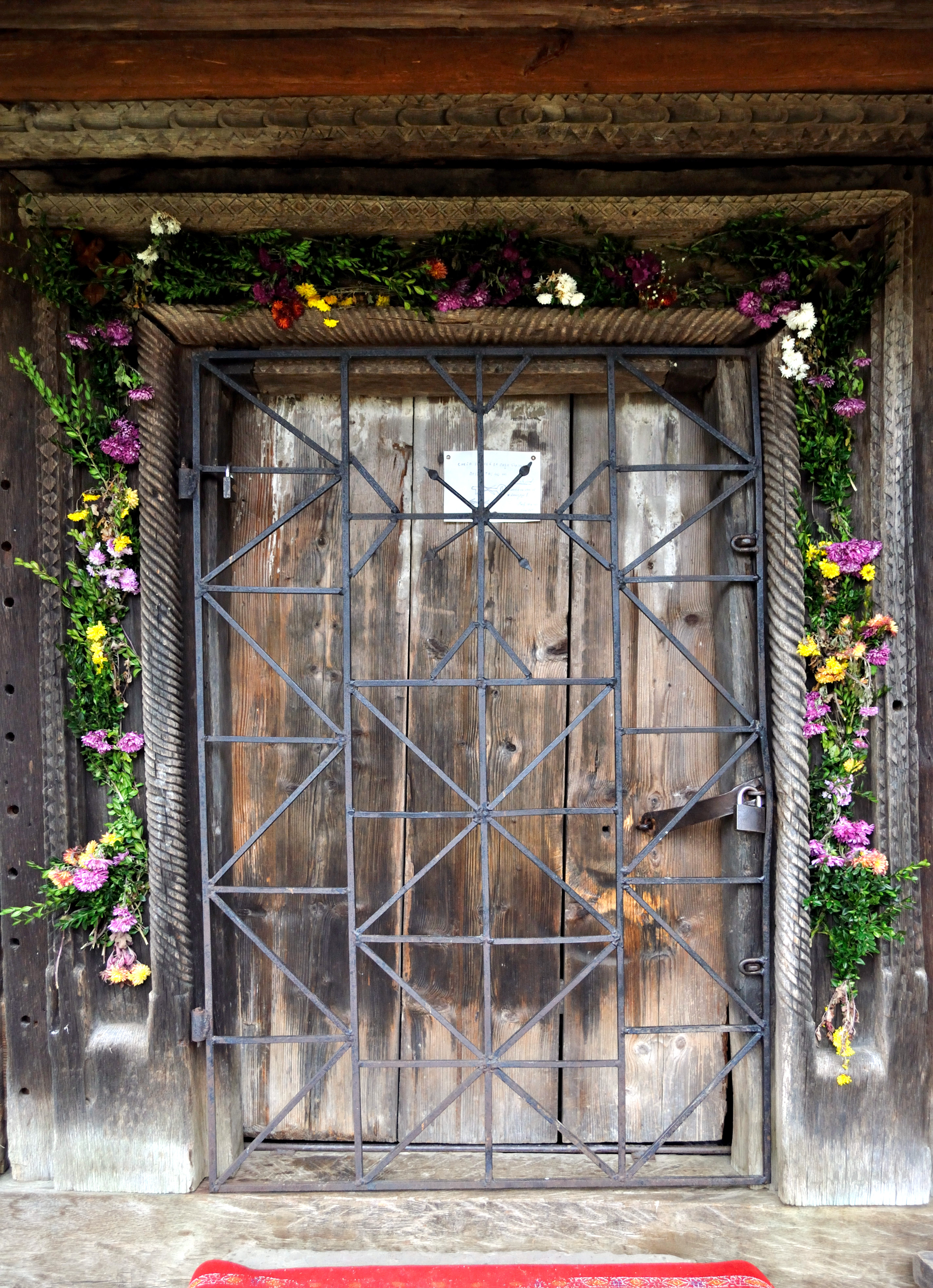
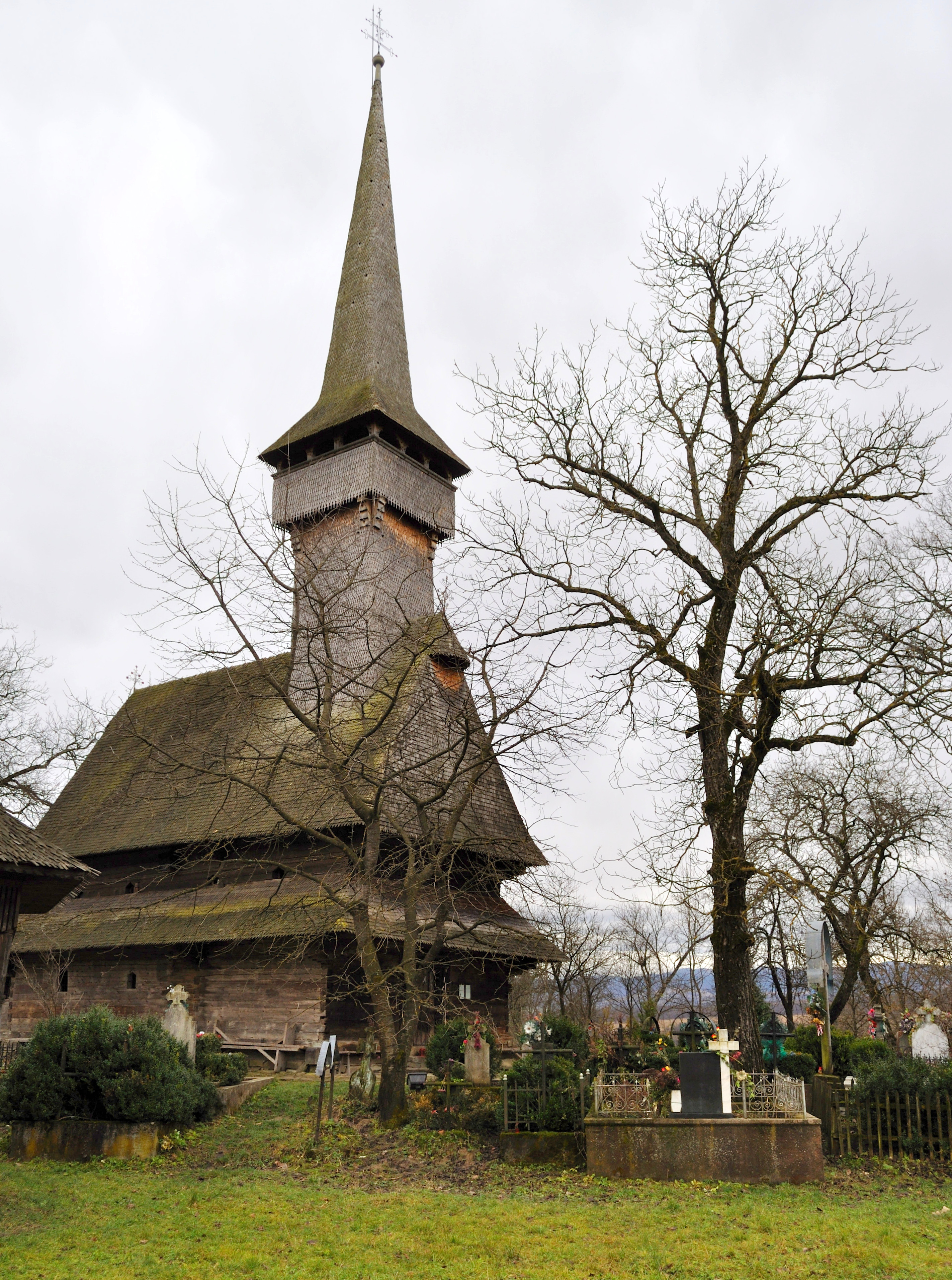
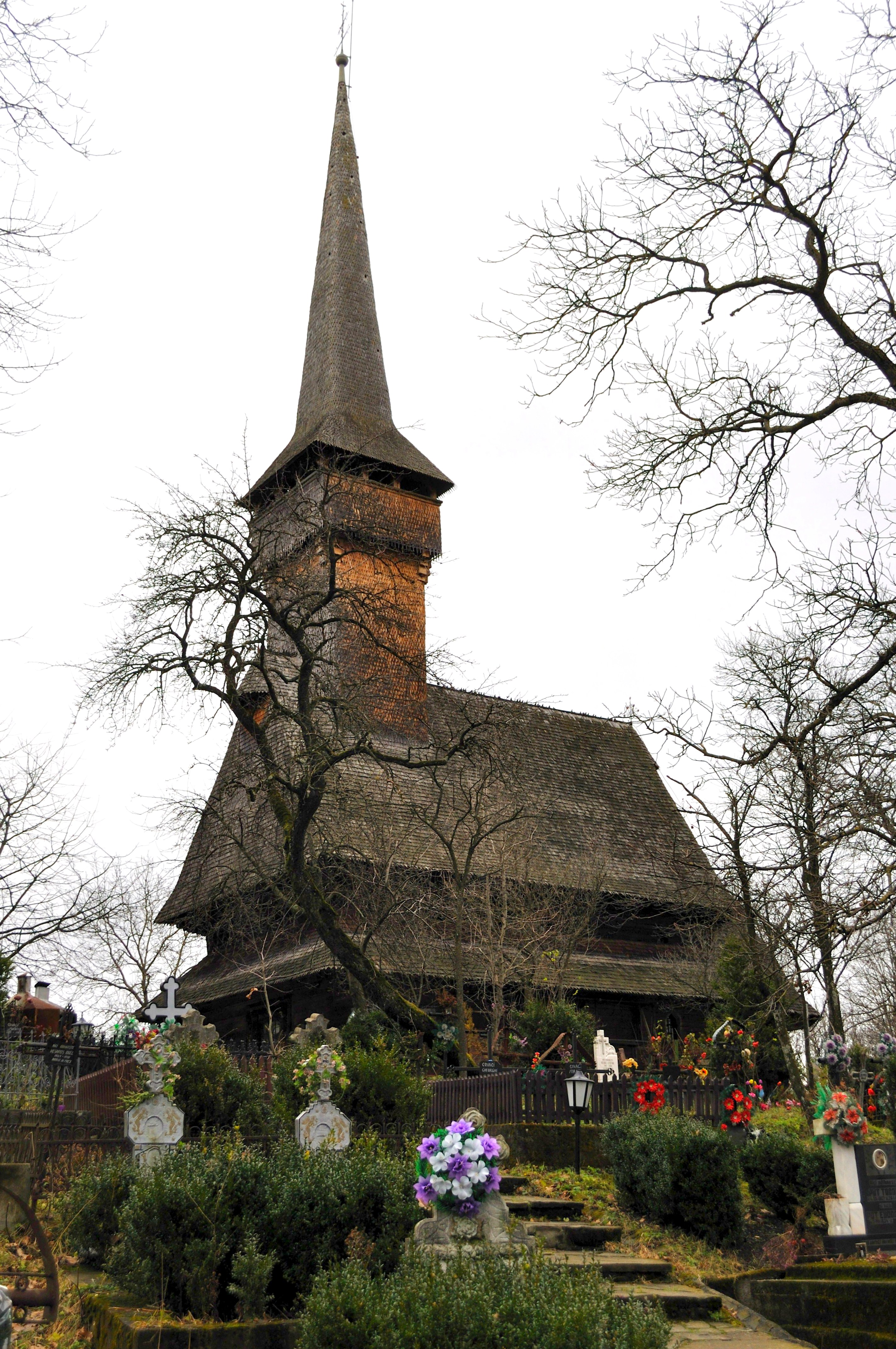
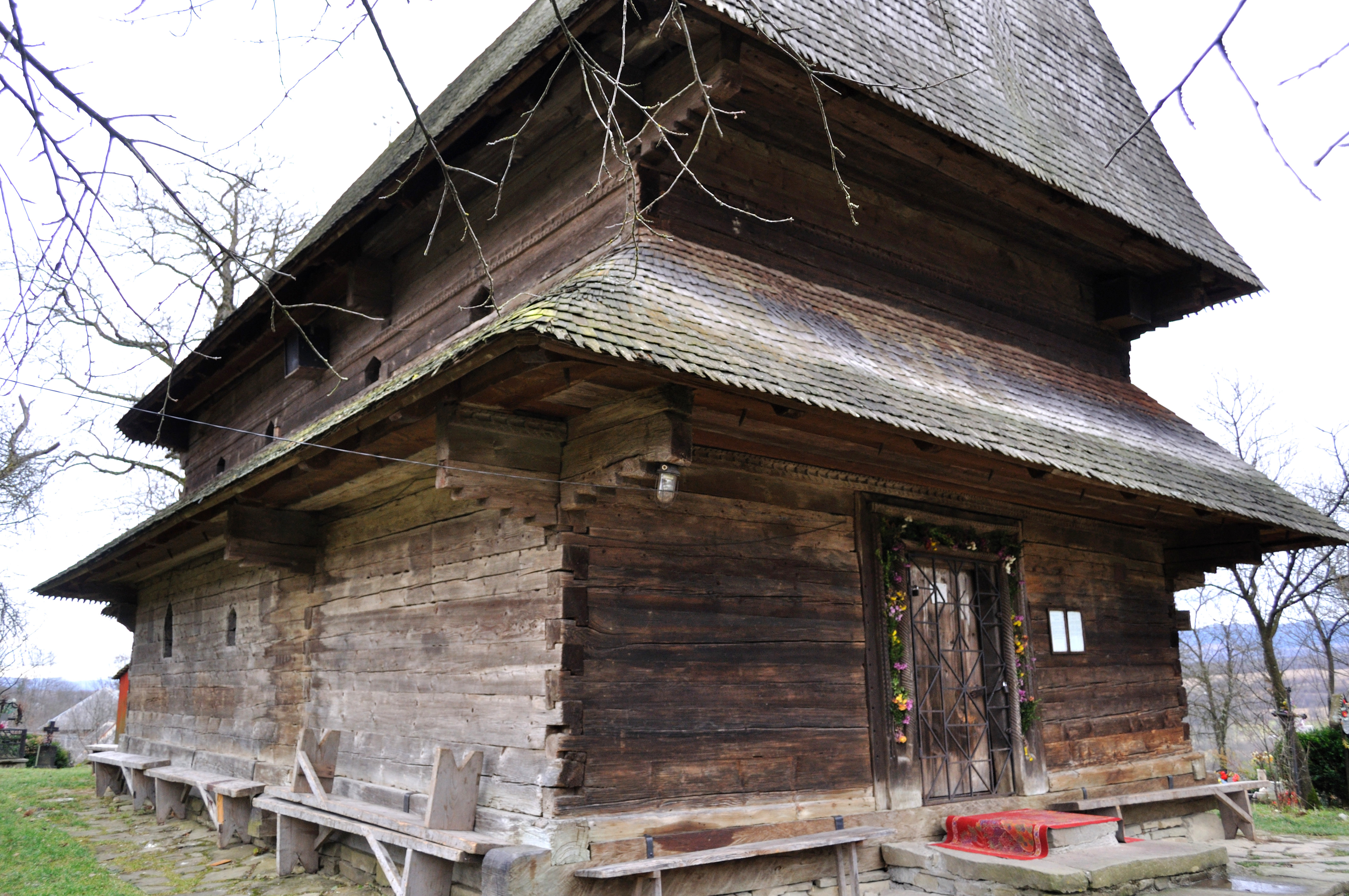
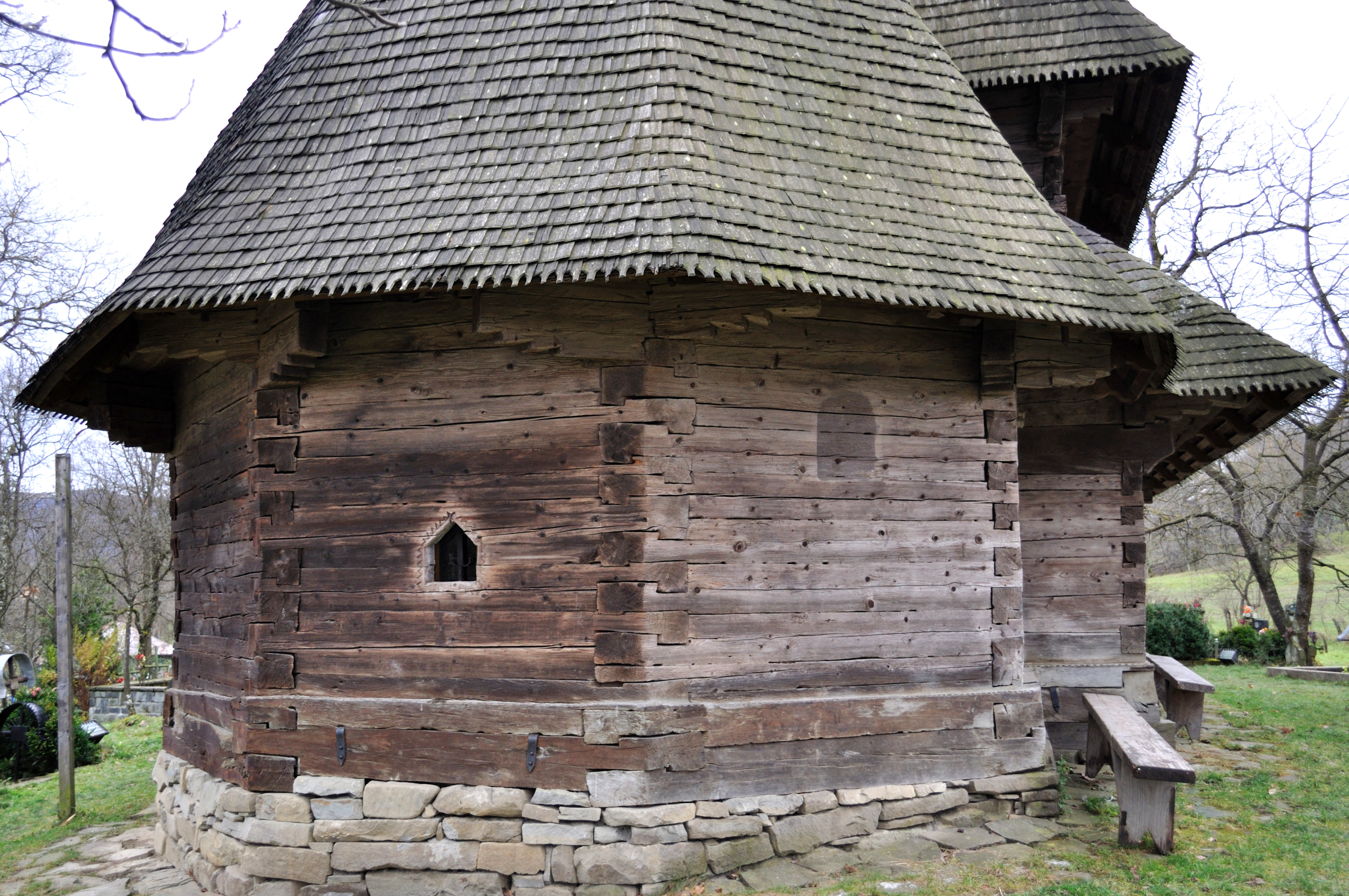
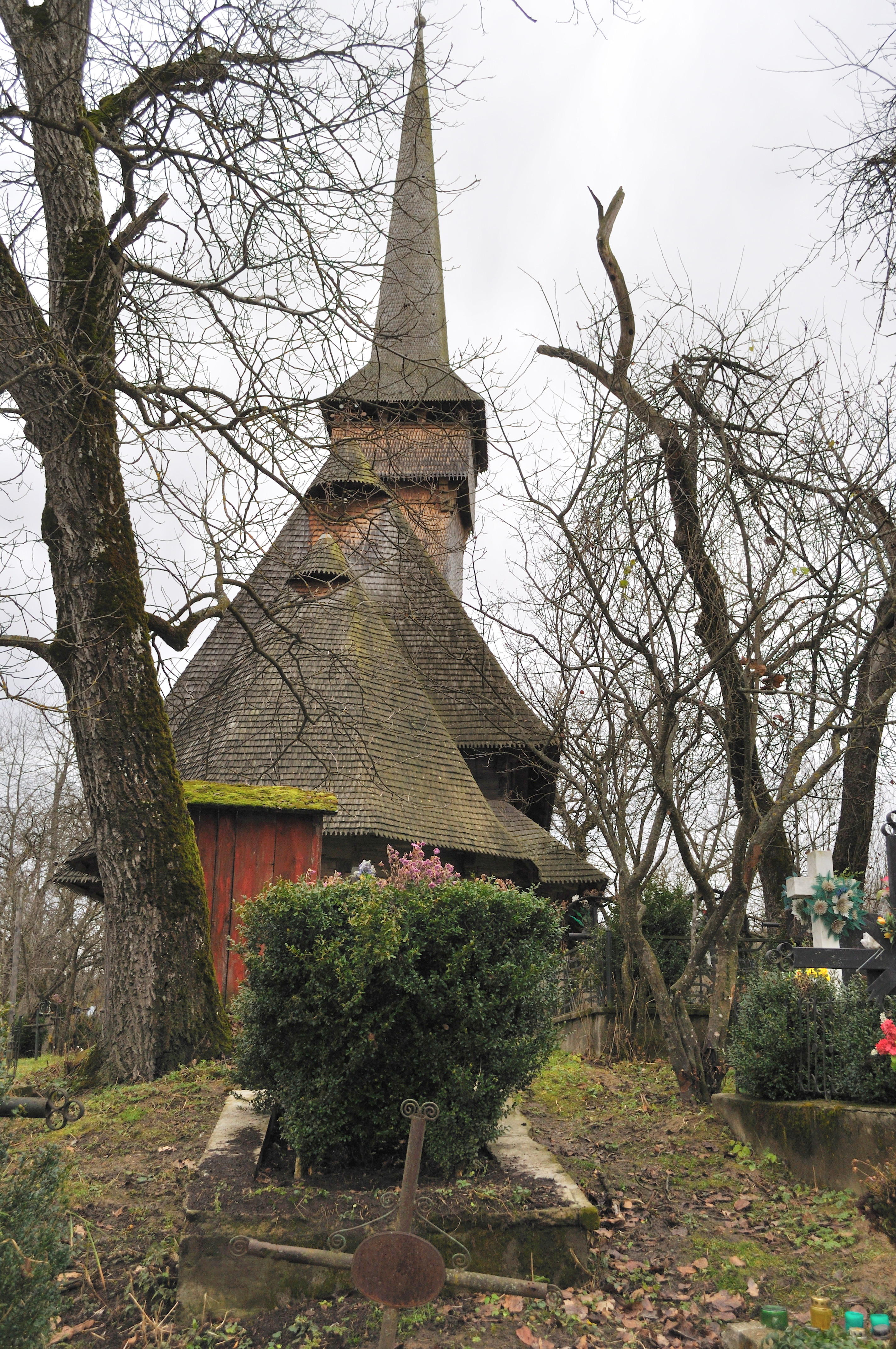
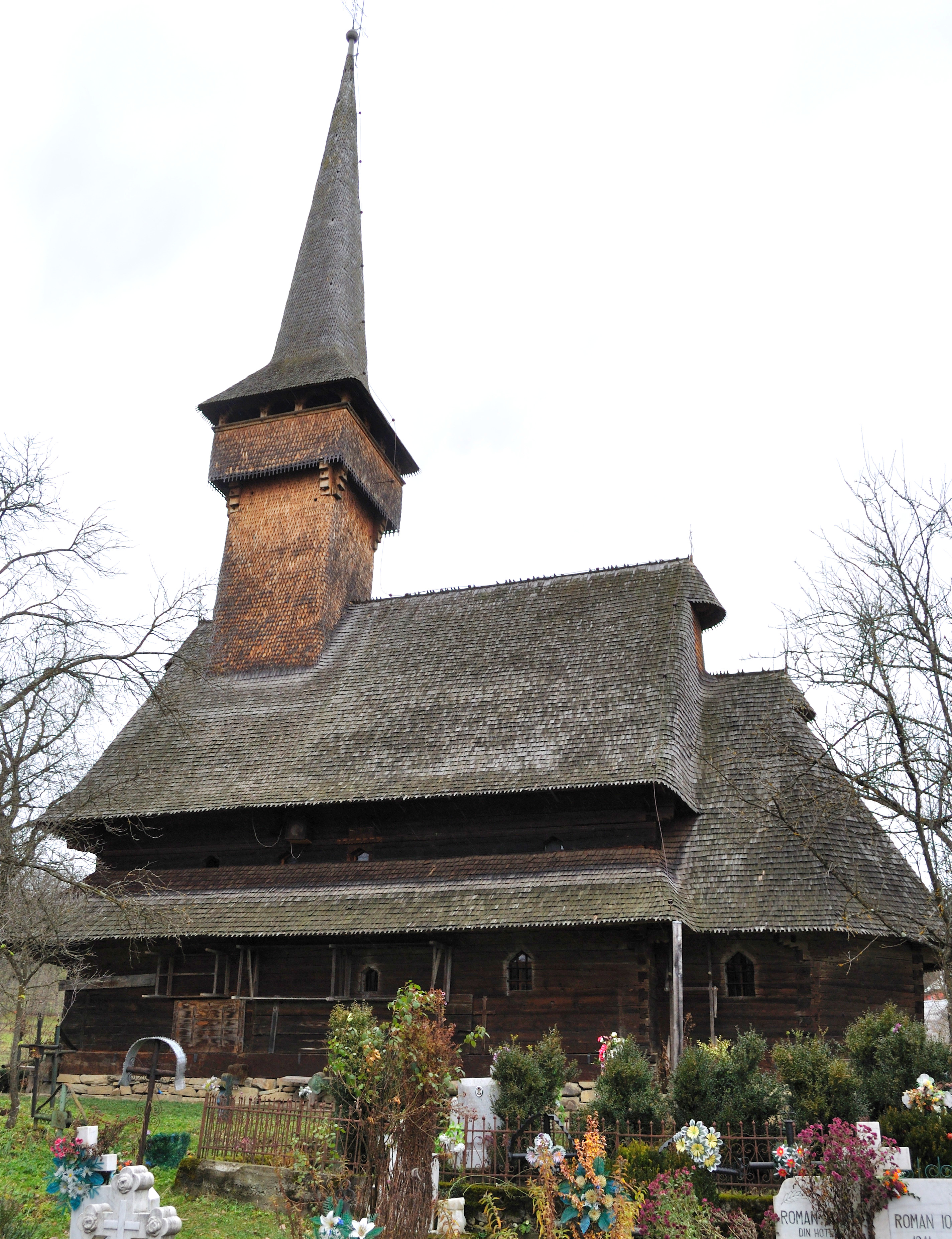
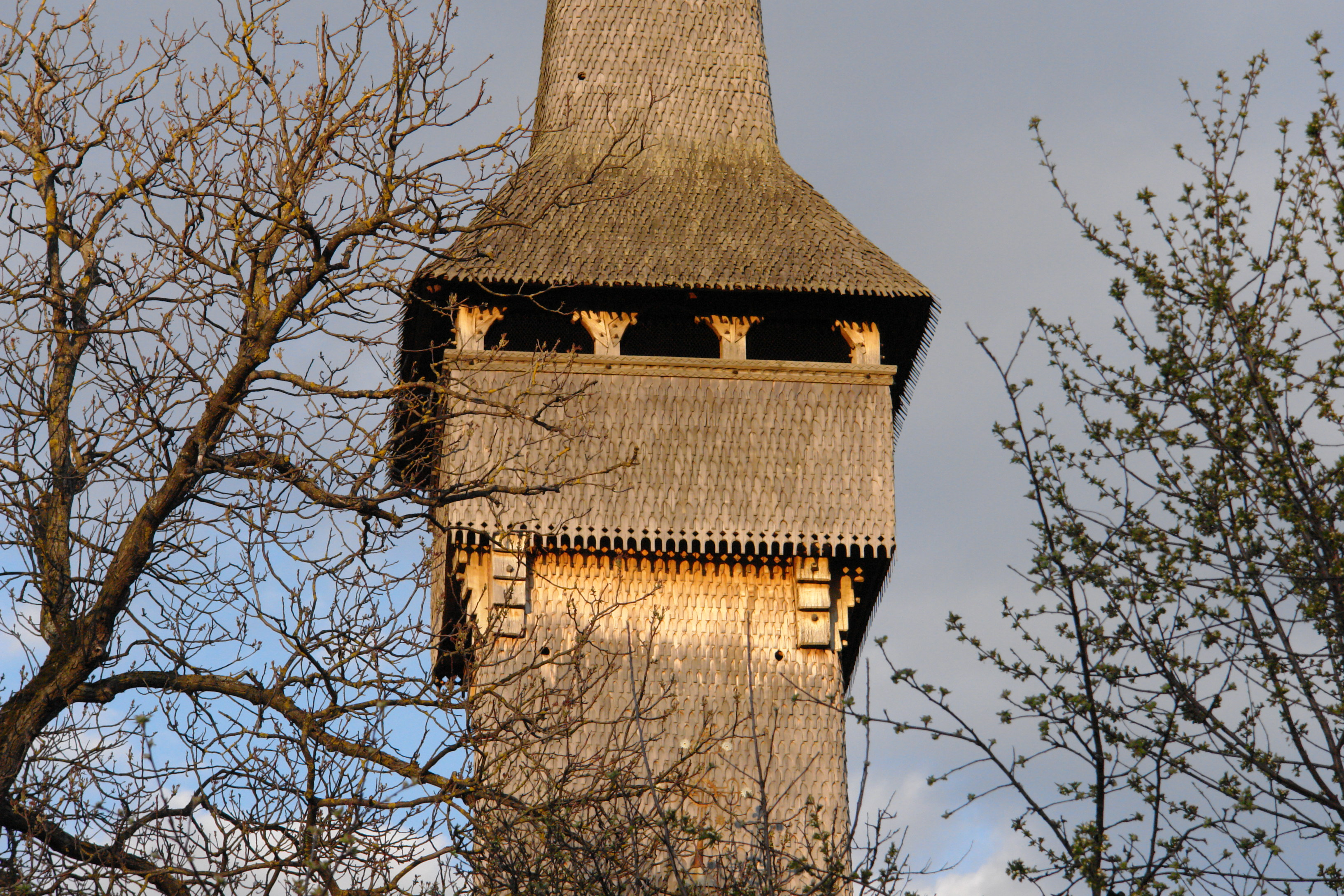
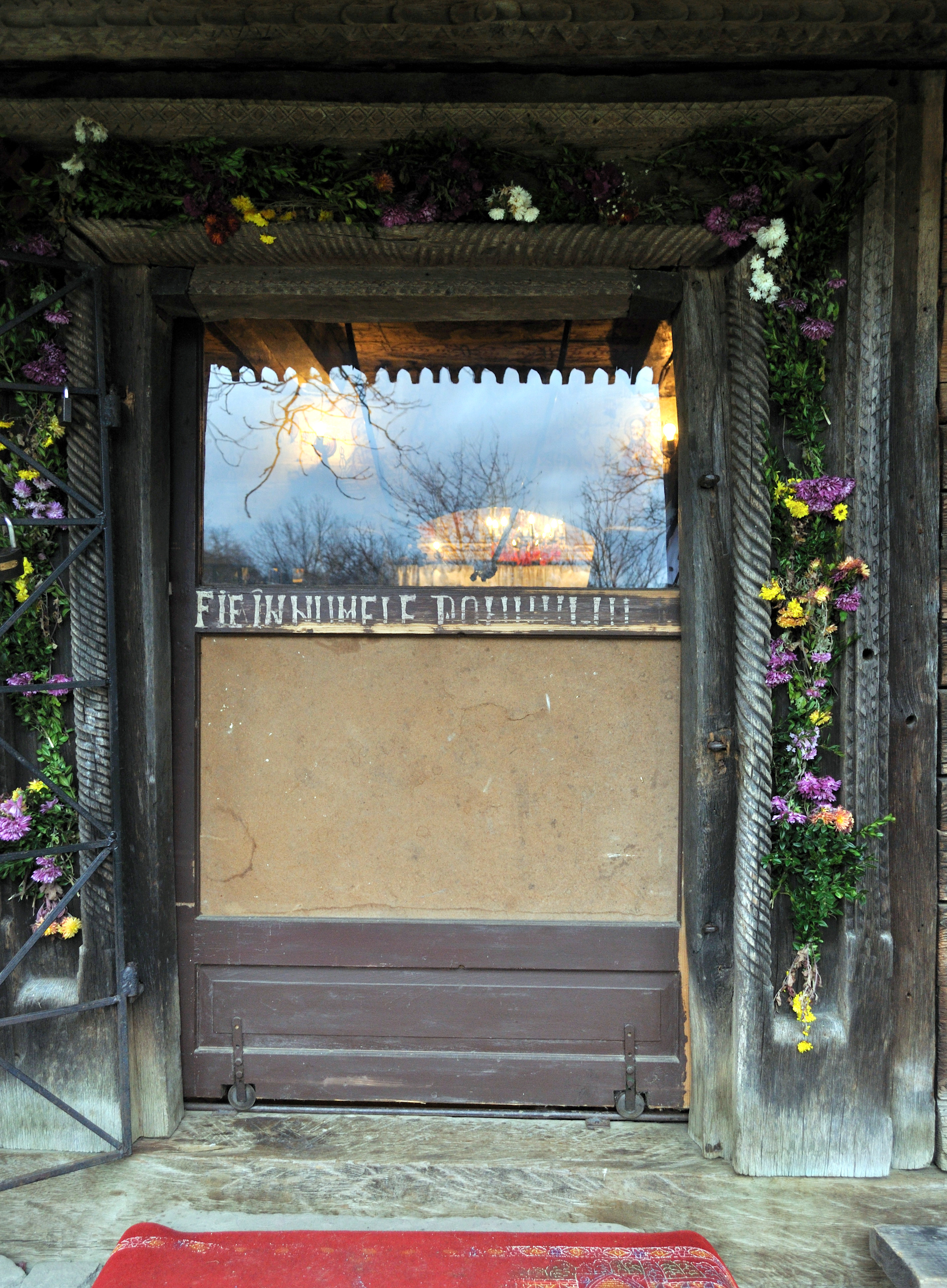
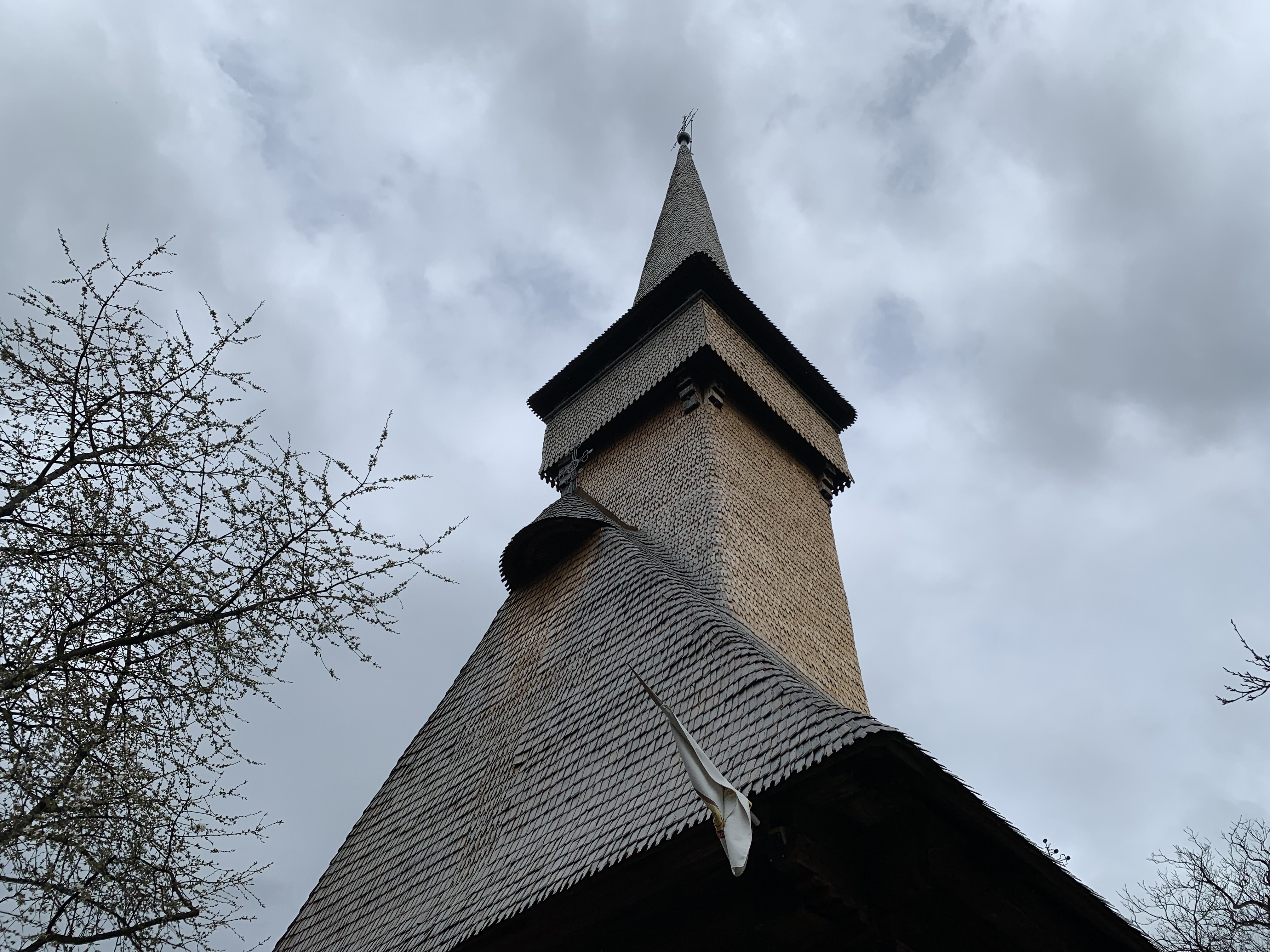
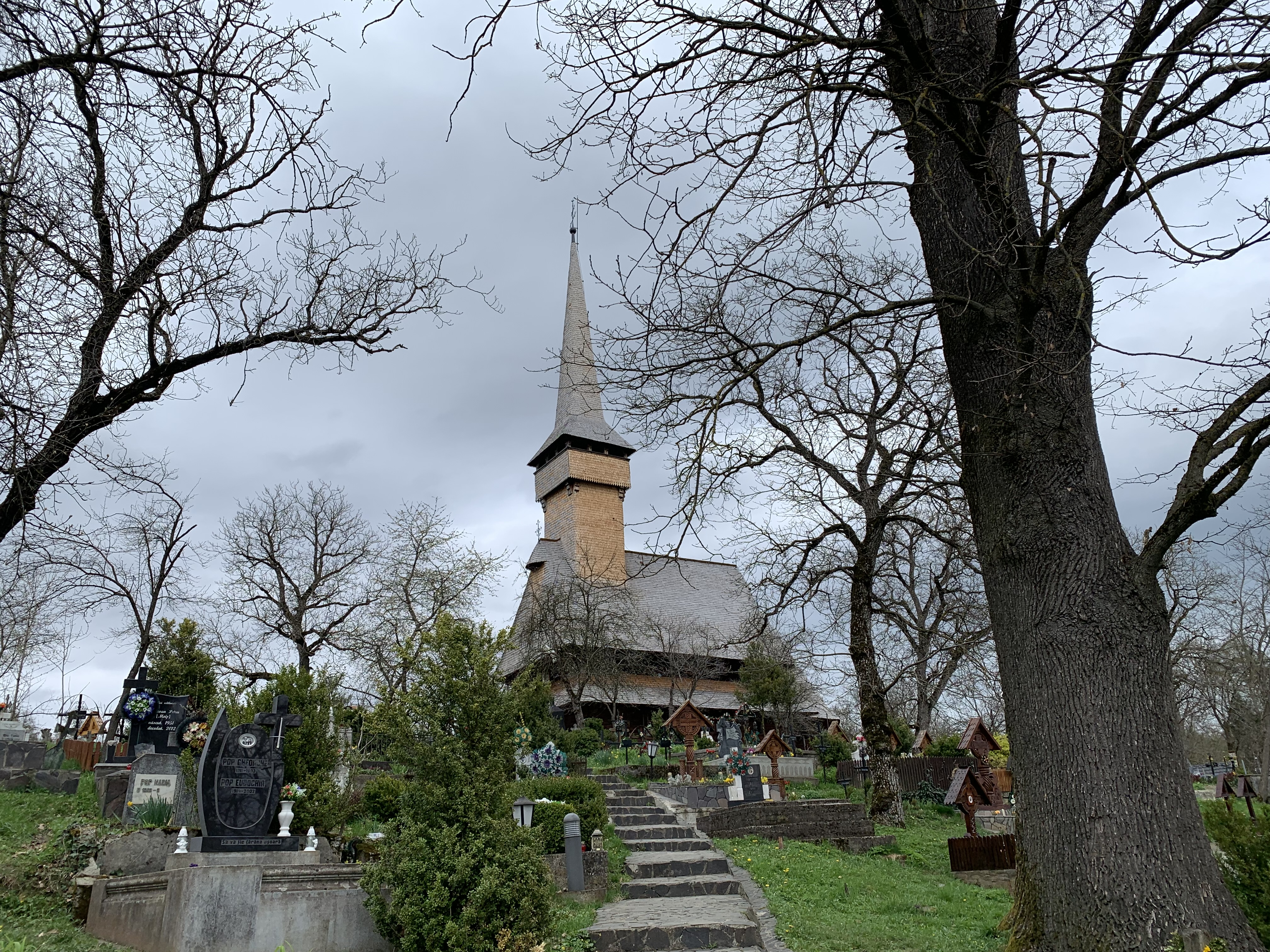
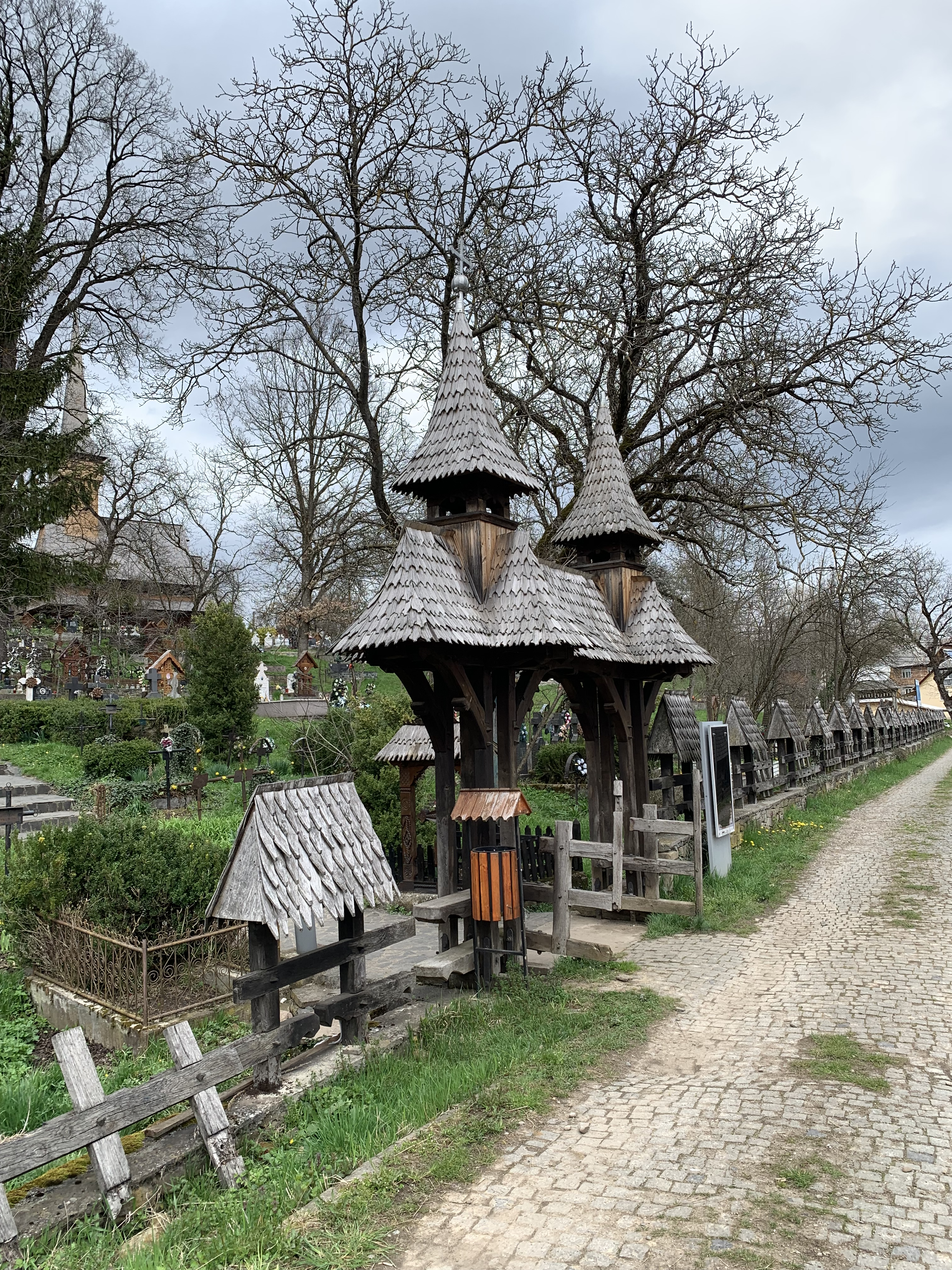

## Imagini din interior

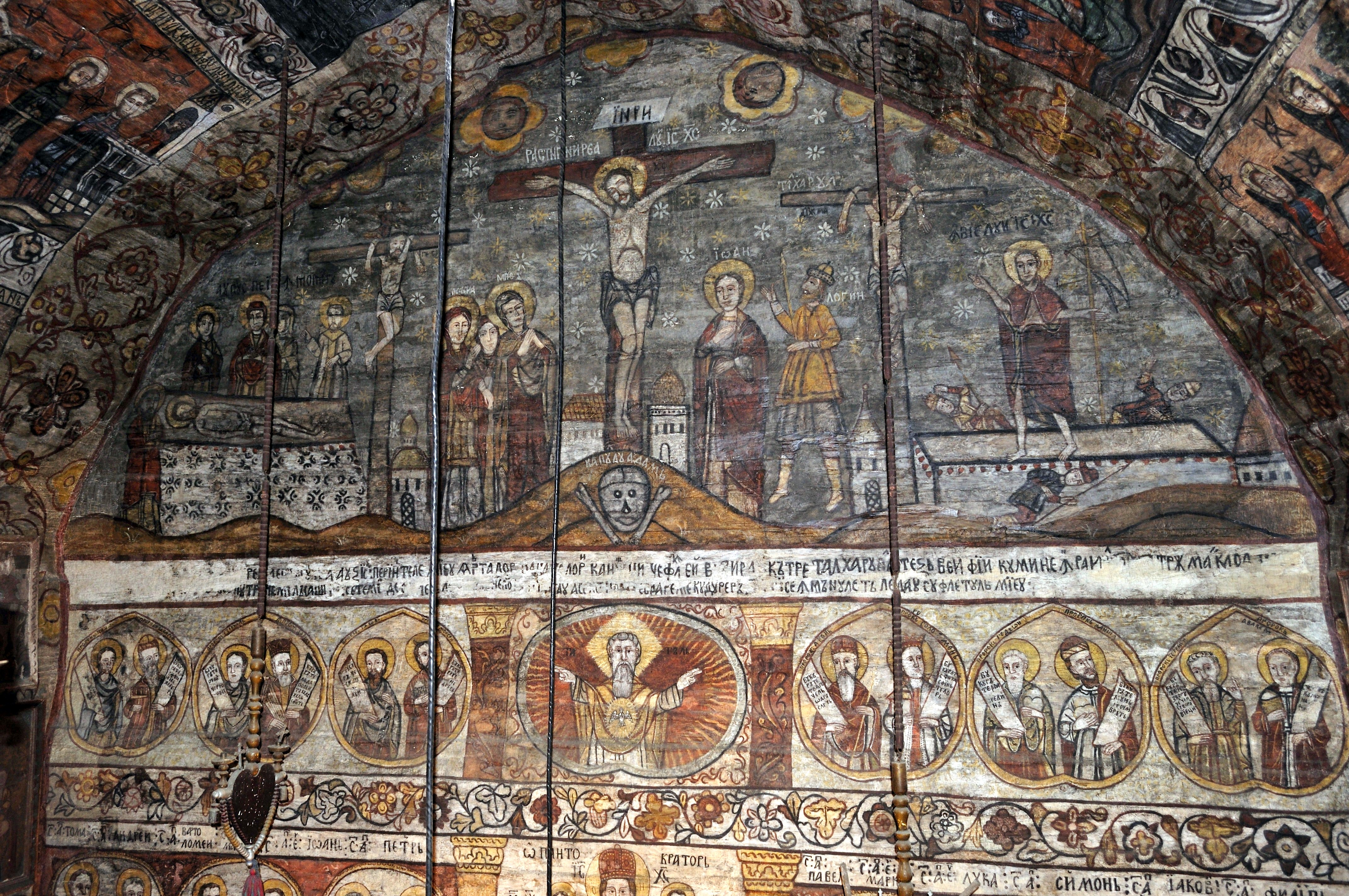
Iconostasul, registrele superioare
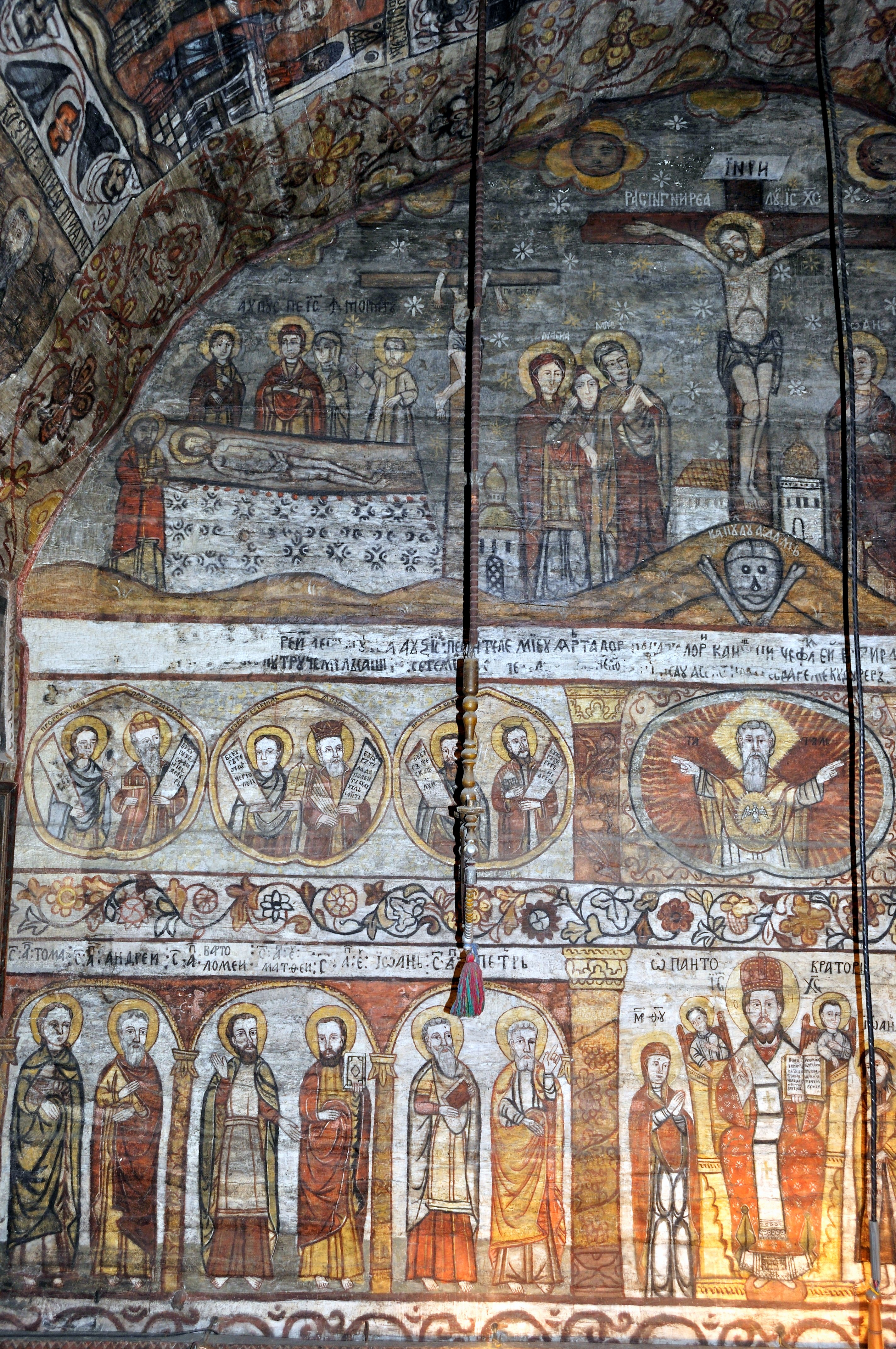
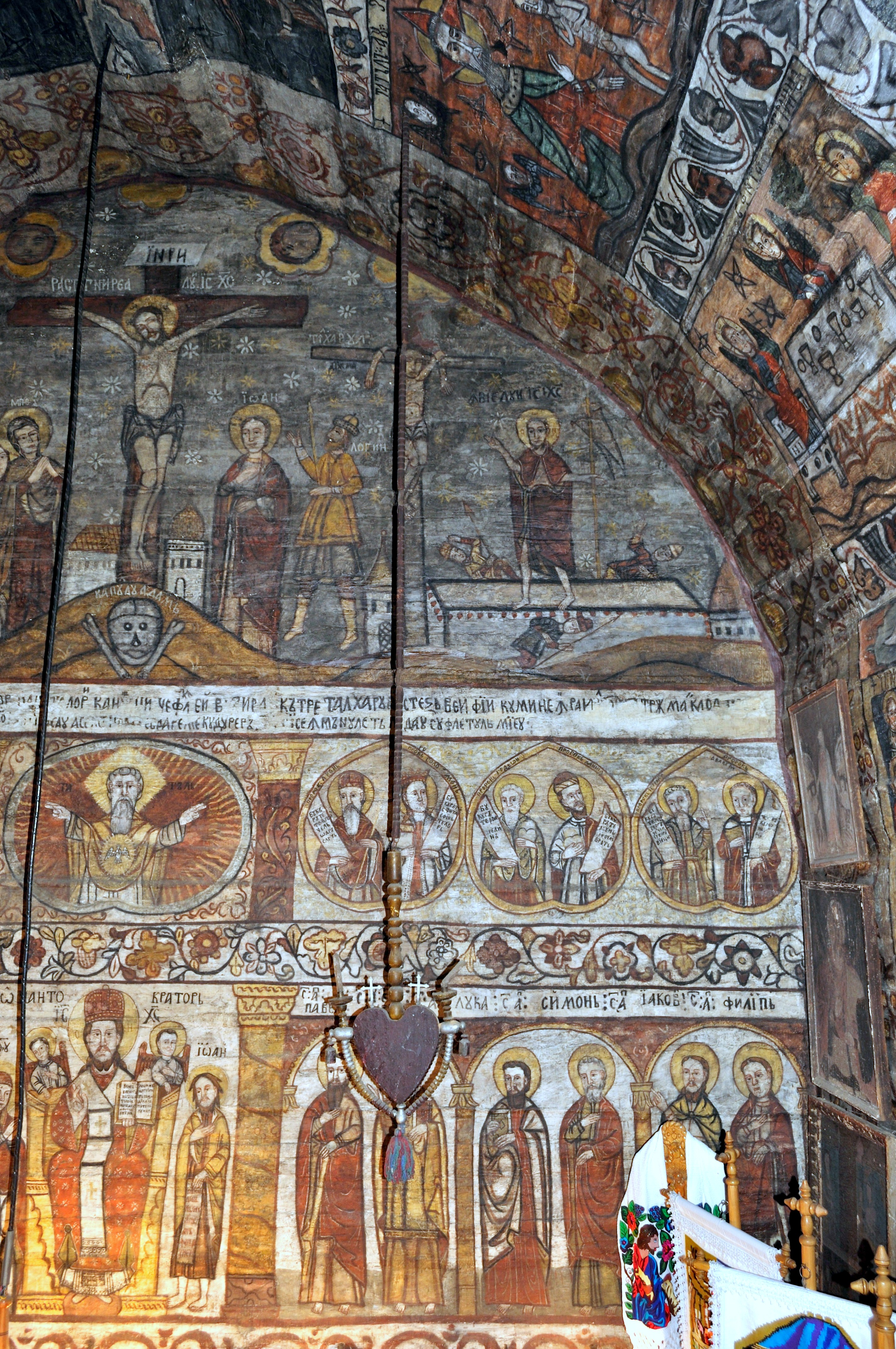
Icoane împărătești
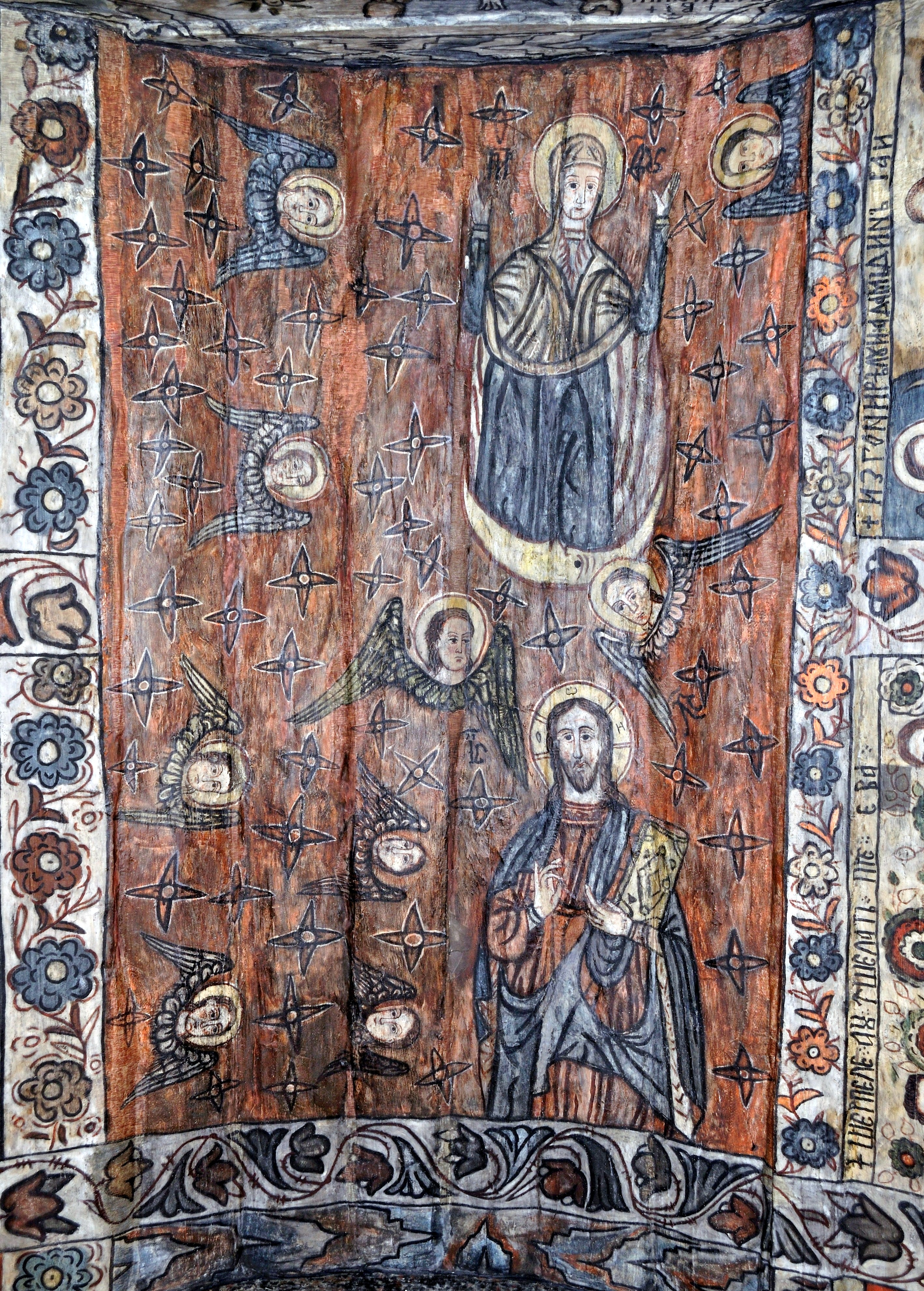
Bolta naosului: Maria Orantă, Iisus Învățător și îngeri
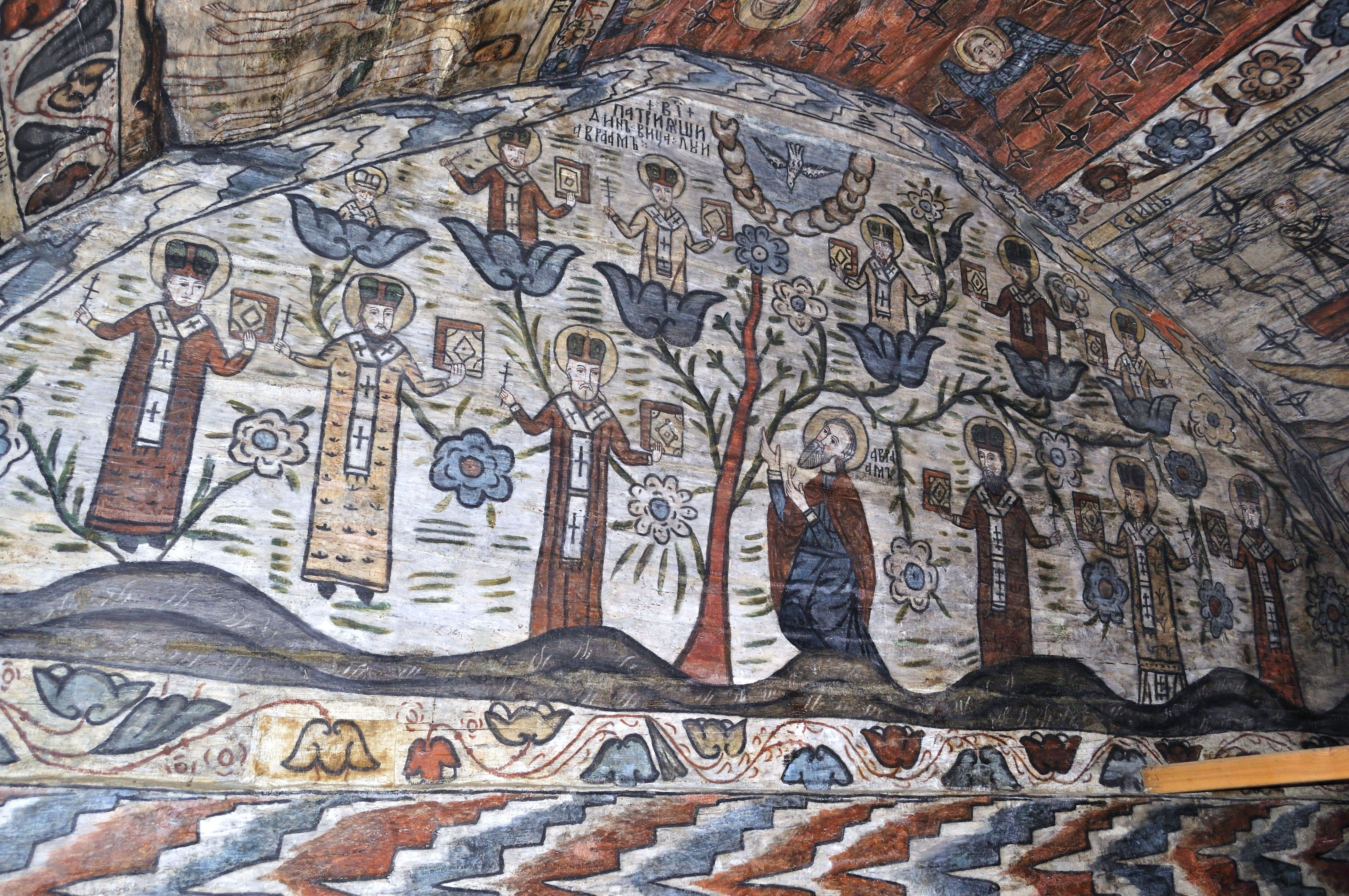
Naos, peretele vestic: Arborele patriarhilor
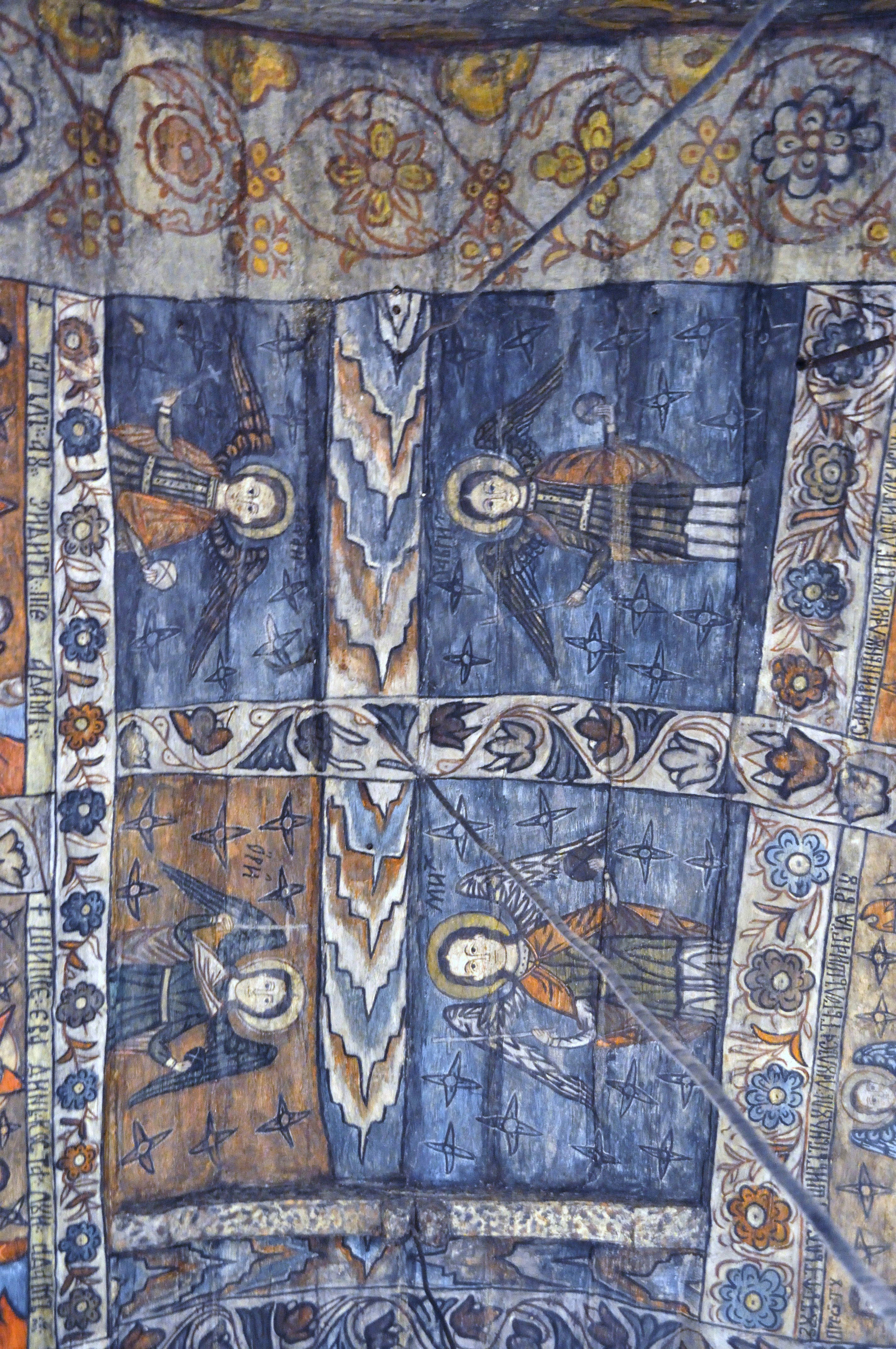
Bolta naosului: Arhanghelii Mihail, Gavriil, Rafail și Uril
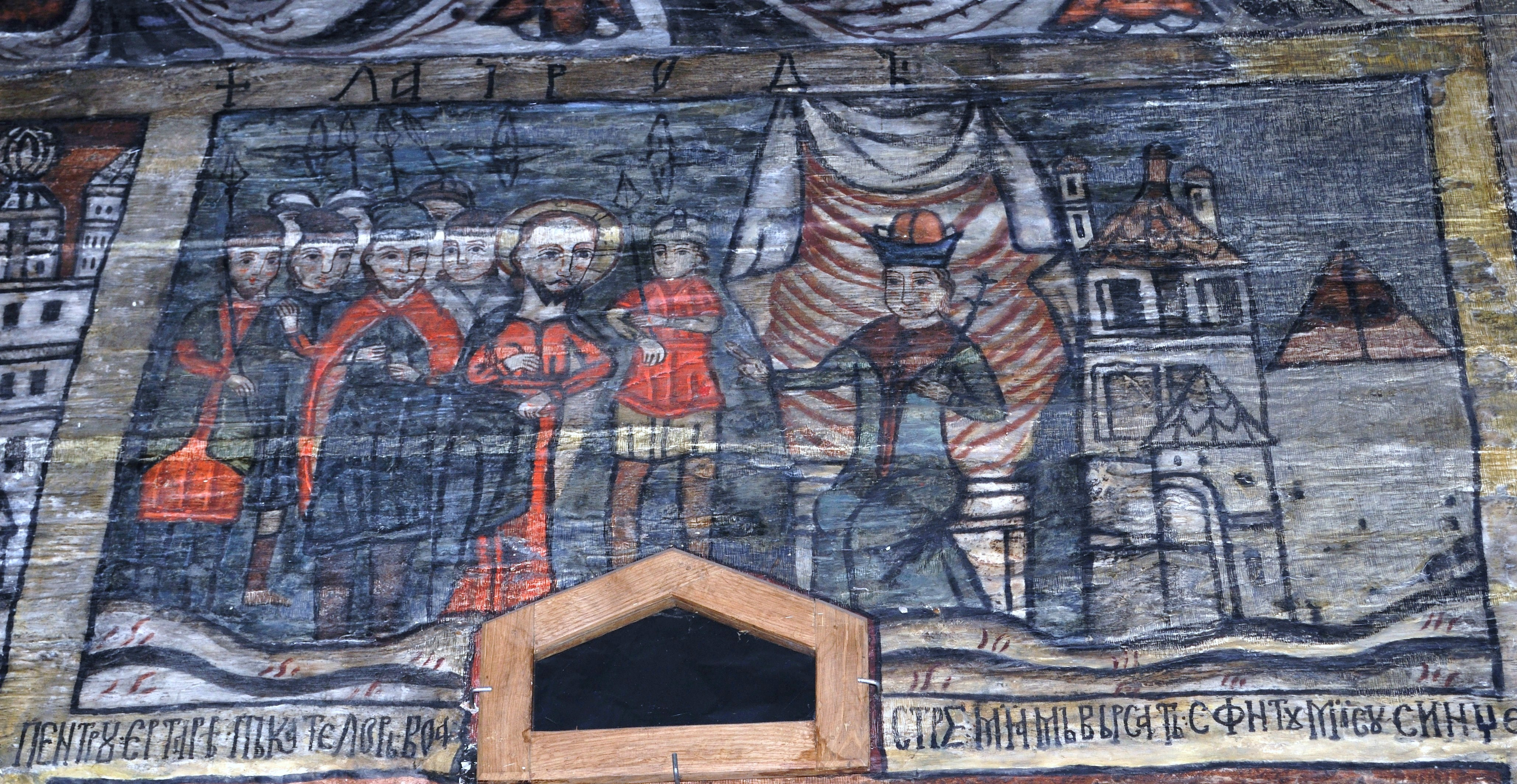
Isus la Irod
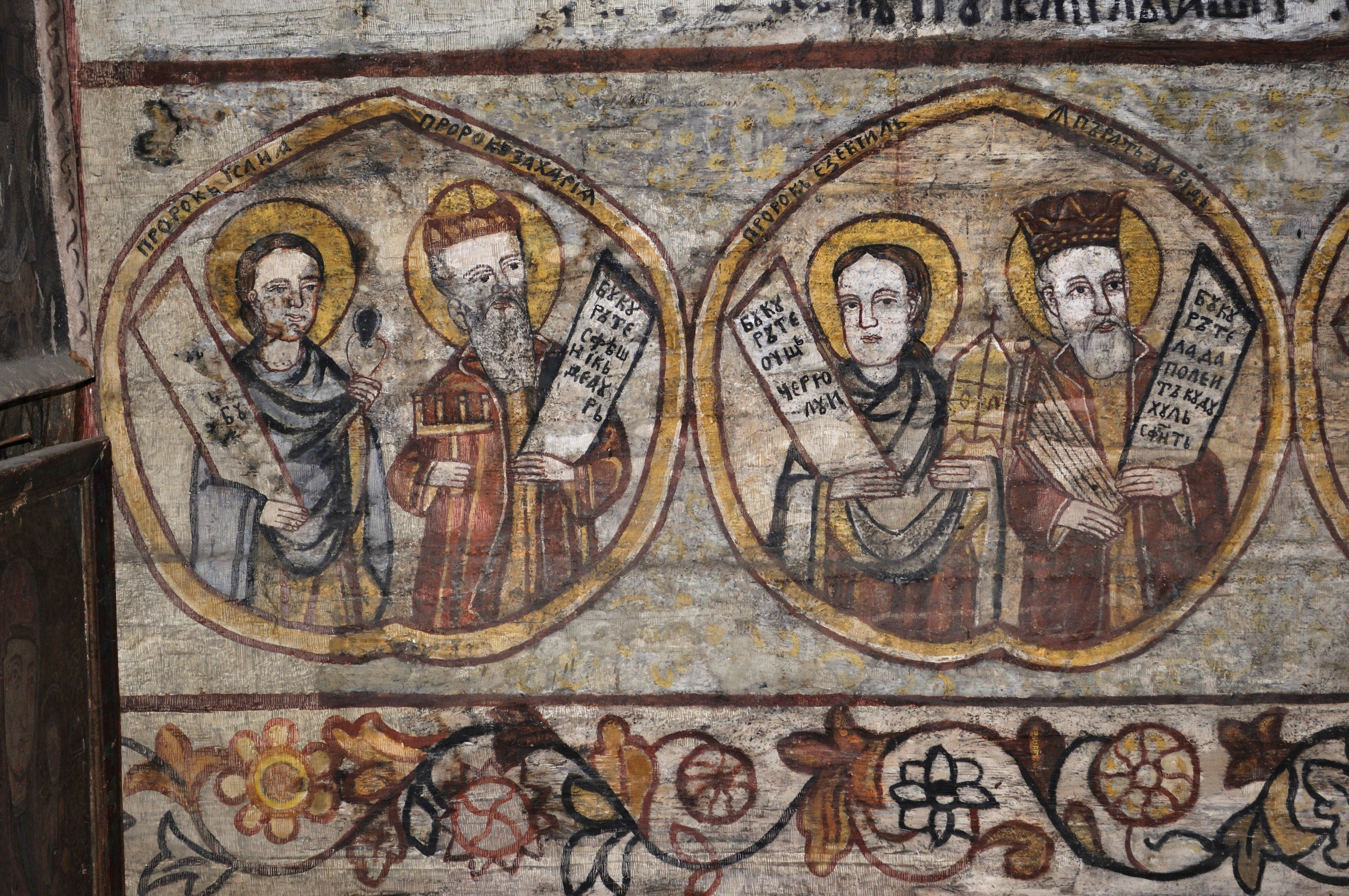
Sfinți prooroci
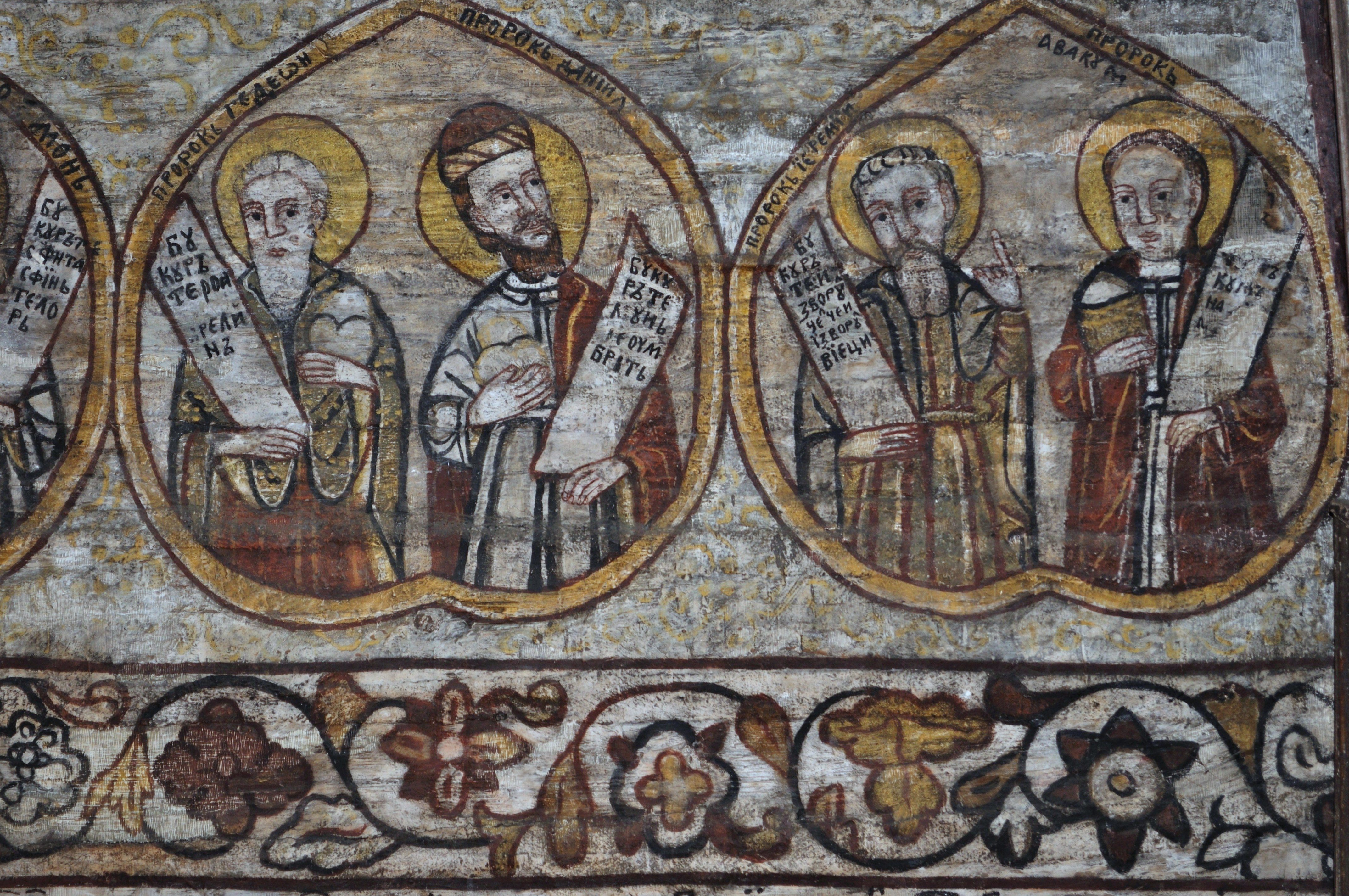
Sfinți prooroci
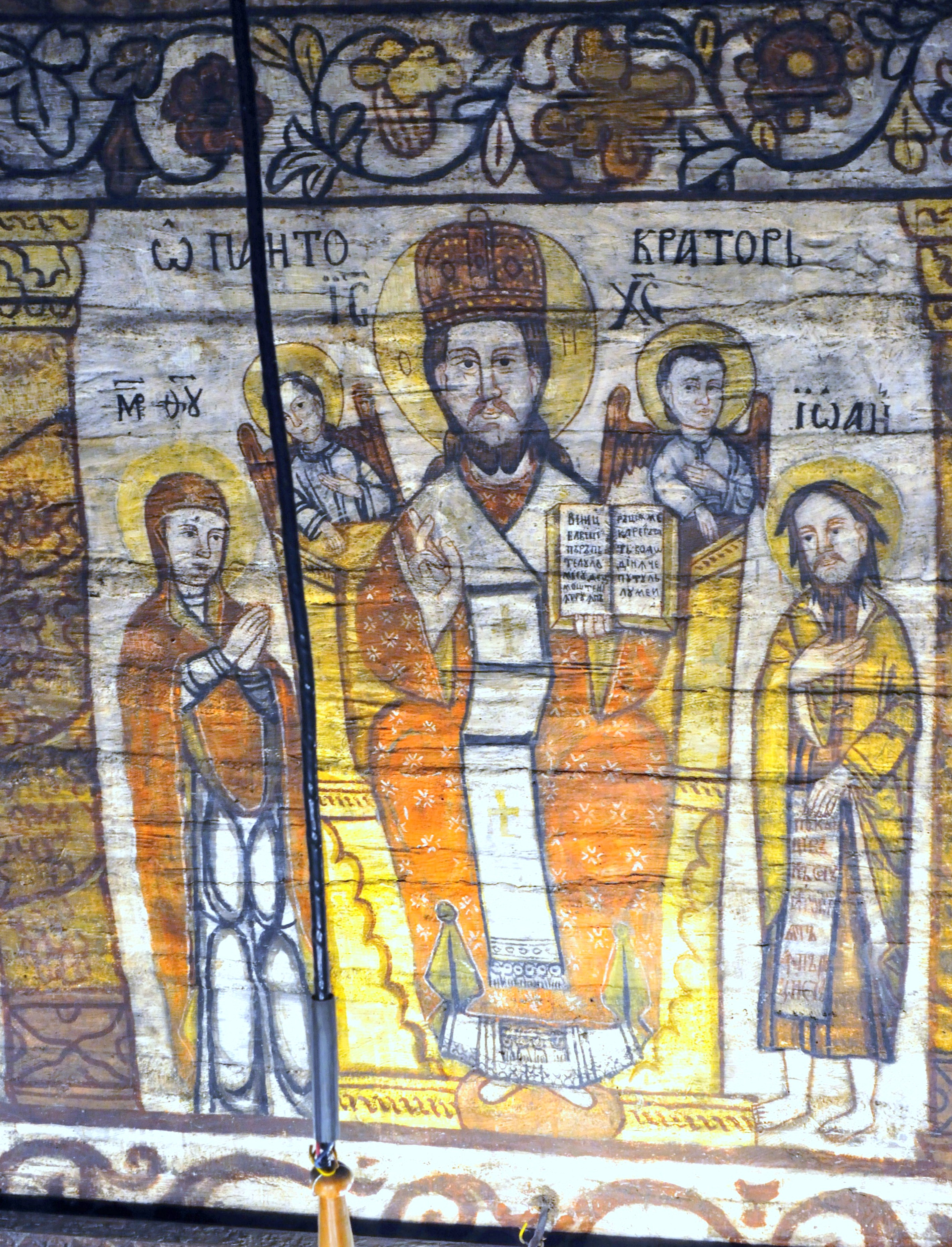
Iconostasul, registrul inferior, scena Deisis
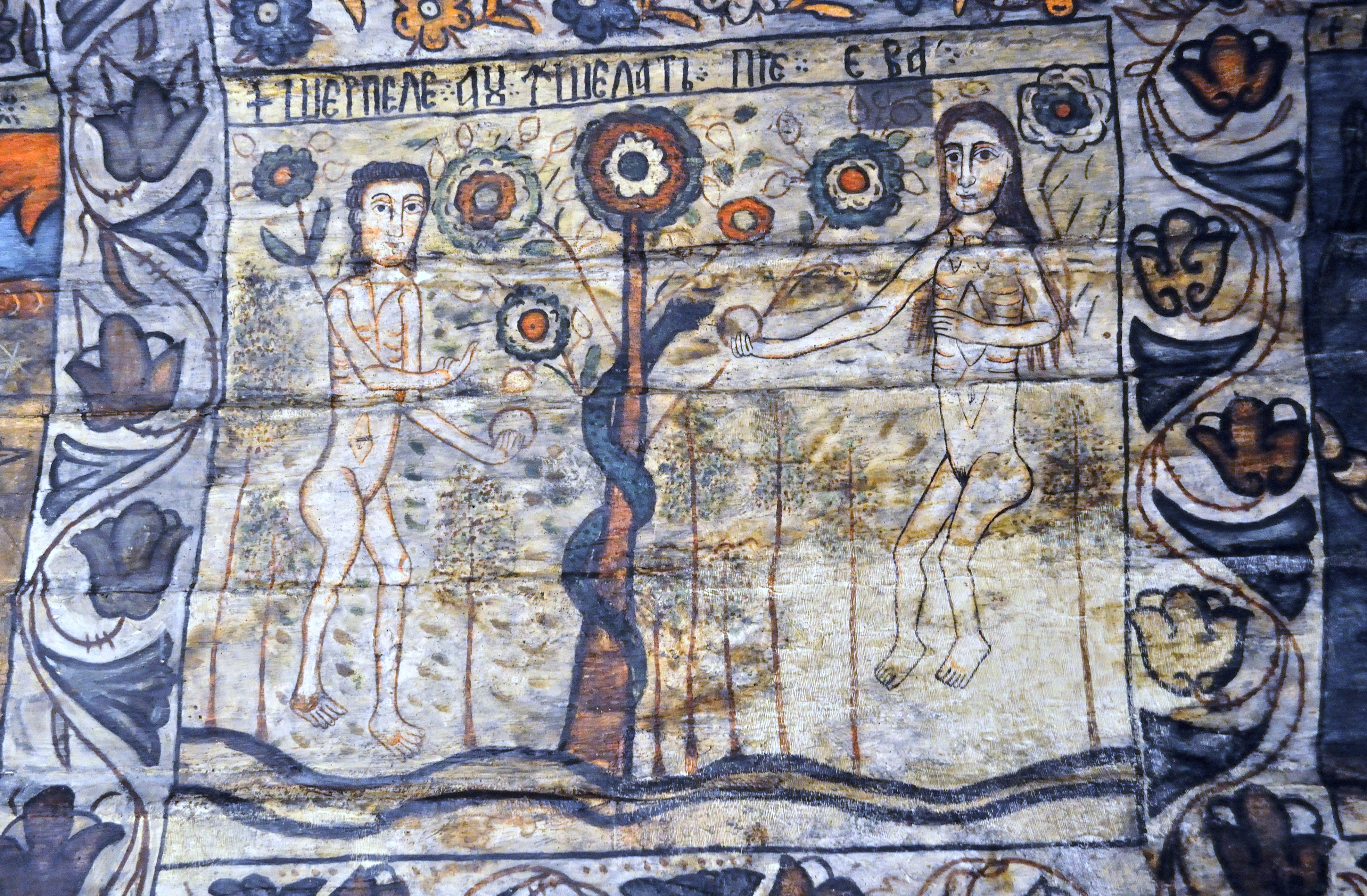
Unul din cele cinci episoade din Geneză
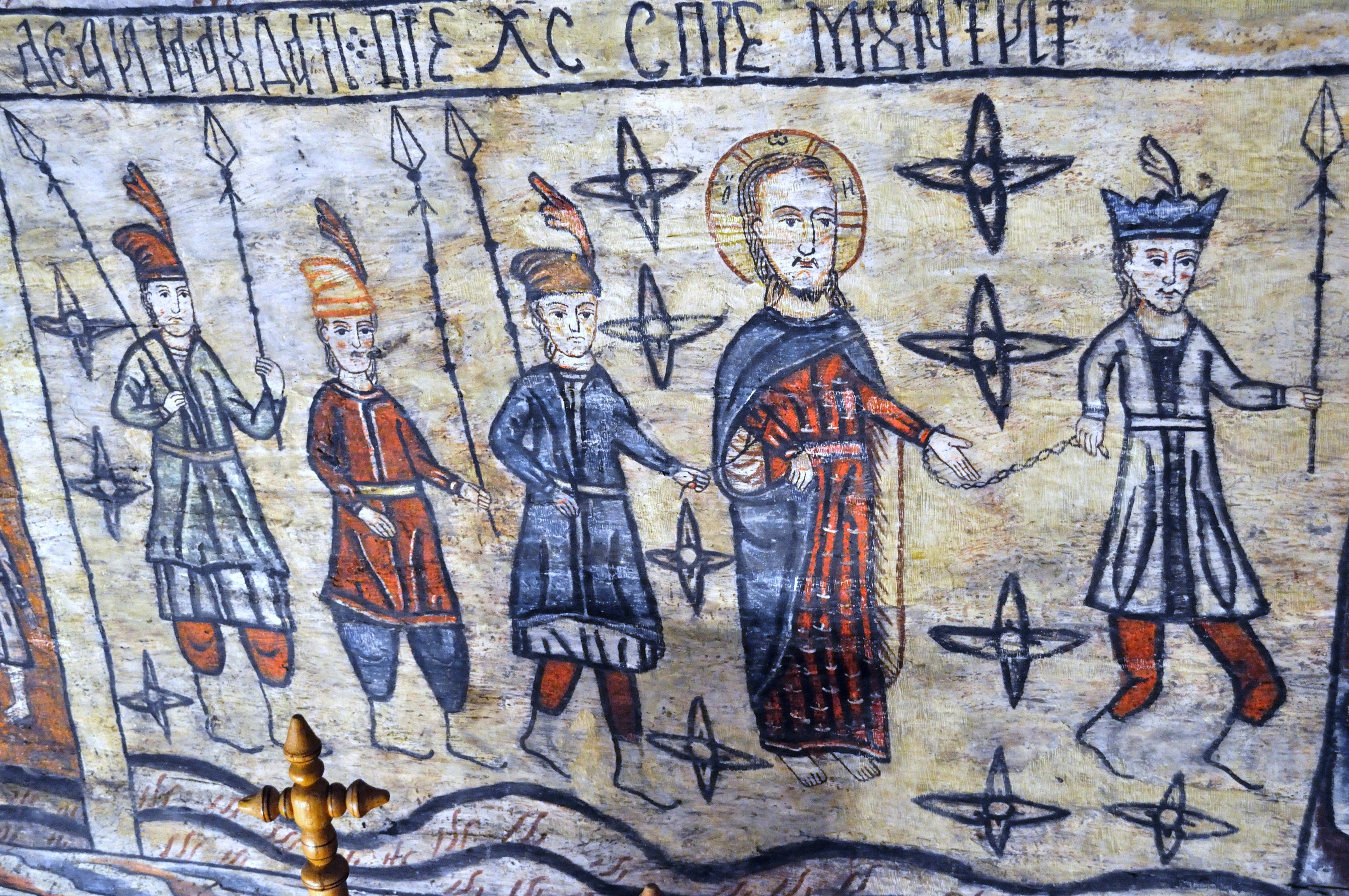
Scenă din ciclul Patimilor lui Isus: „Isus spre mucenicie”
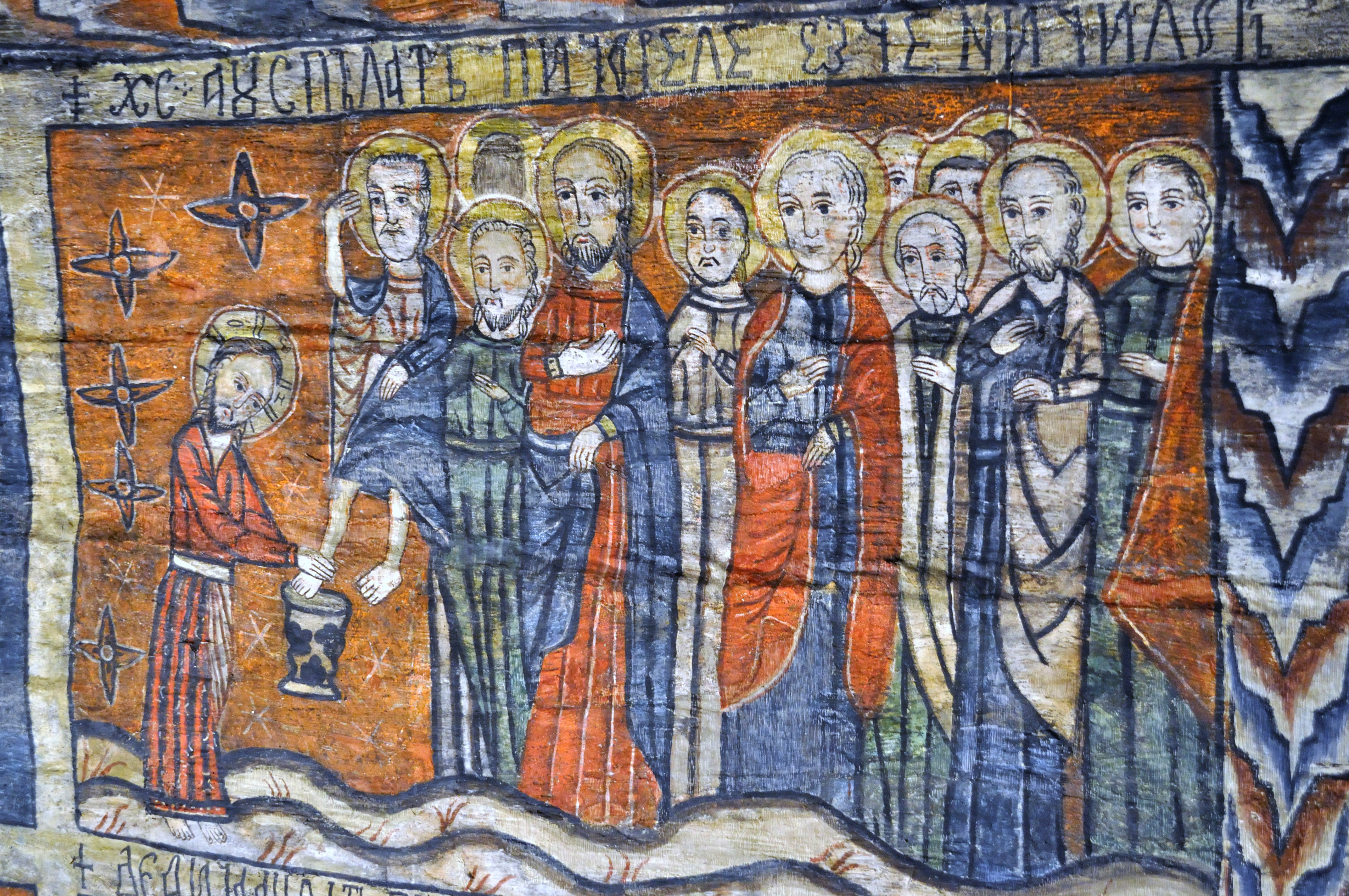
Spălarea picioarelor
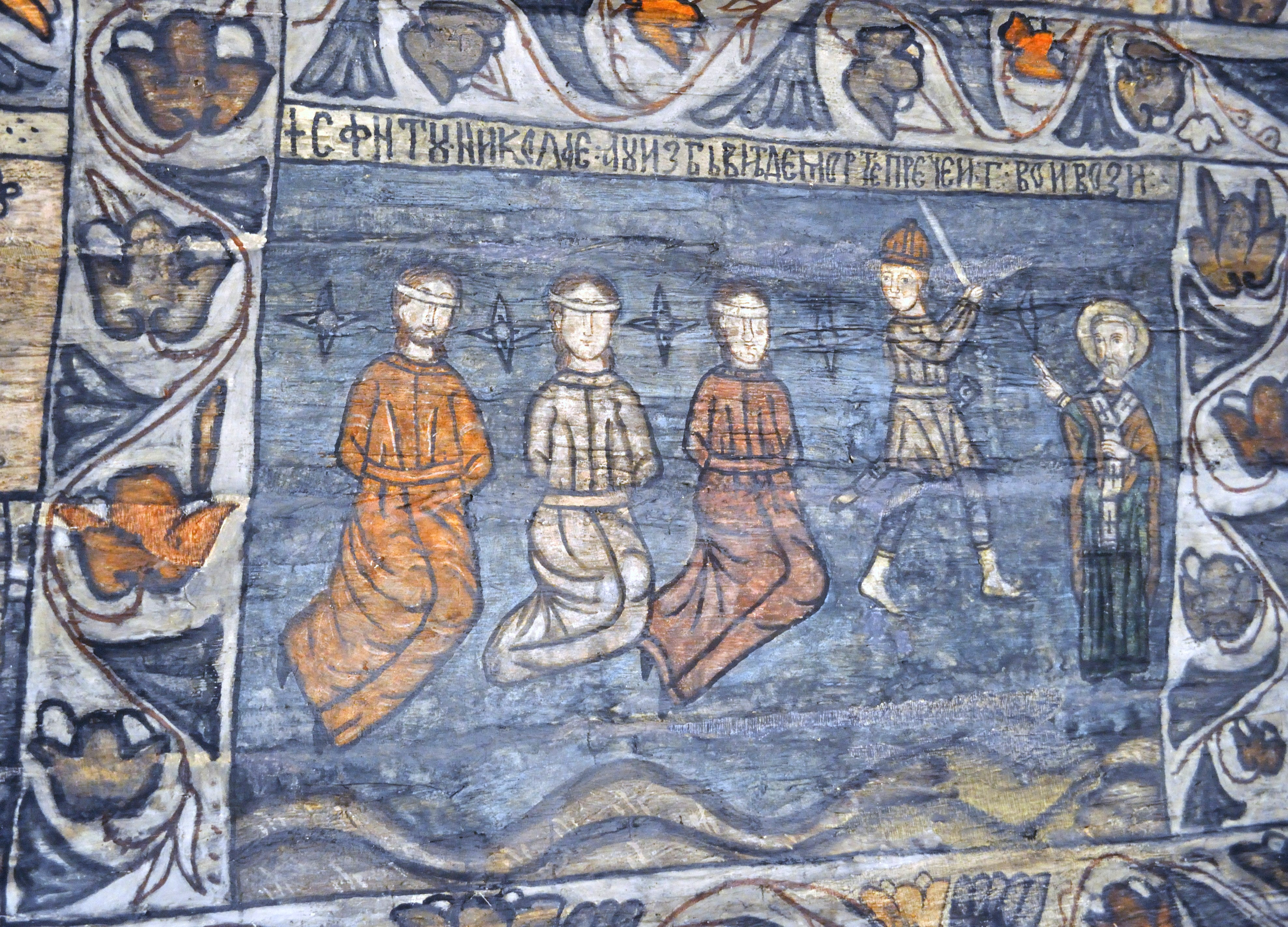
Sfântul Nicolae scapă de la moarte pe cei trei bărbați
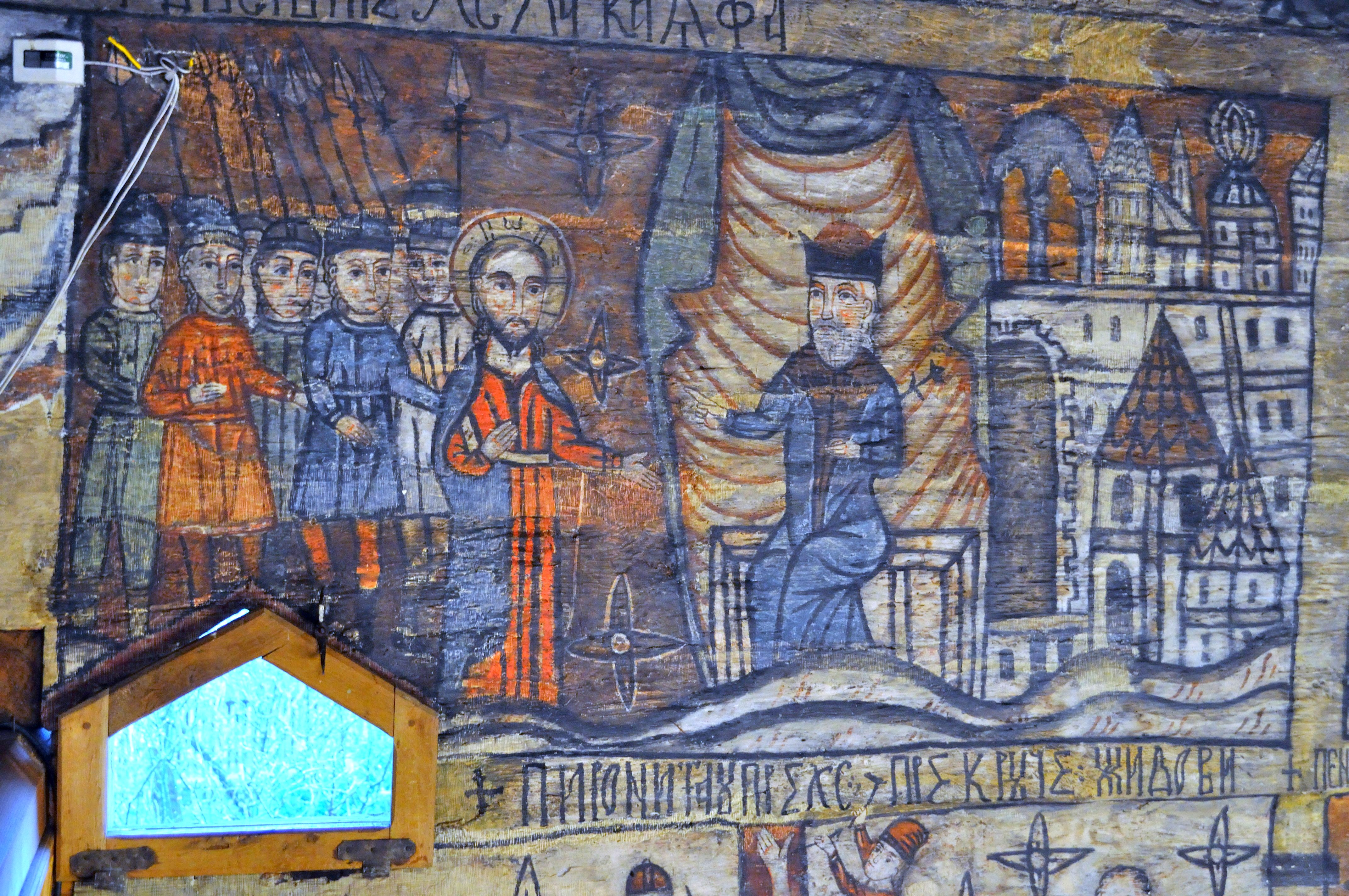
Isus la Caiafa
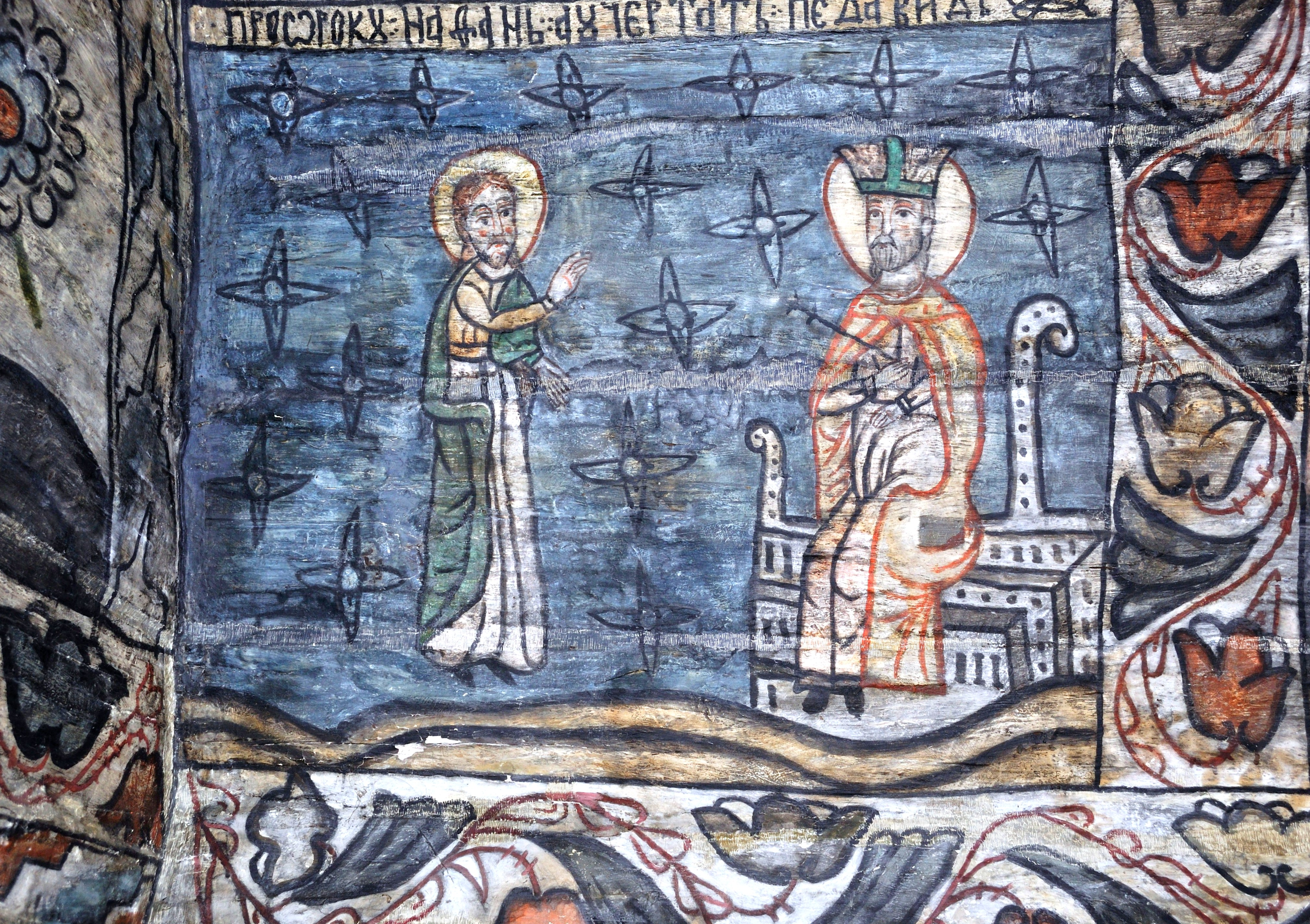
Proorocul Natan îl ceartă pe David
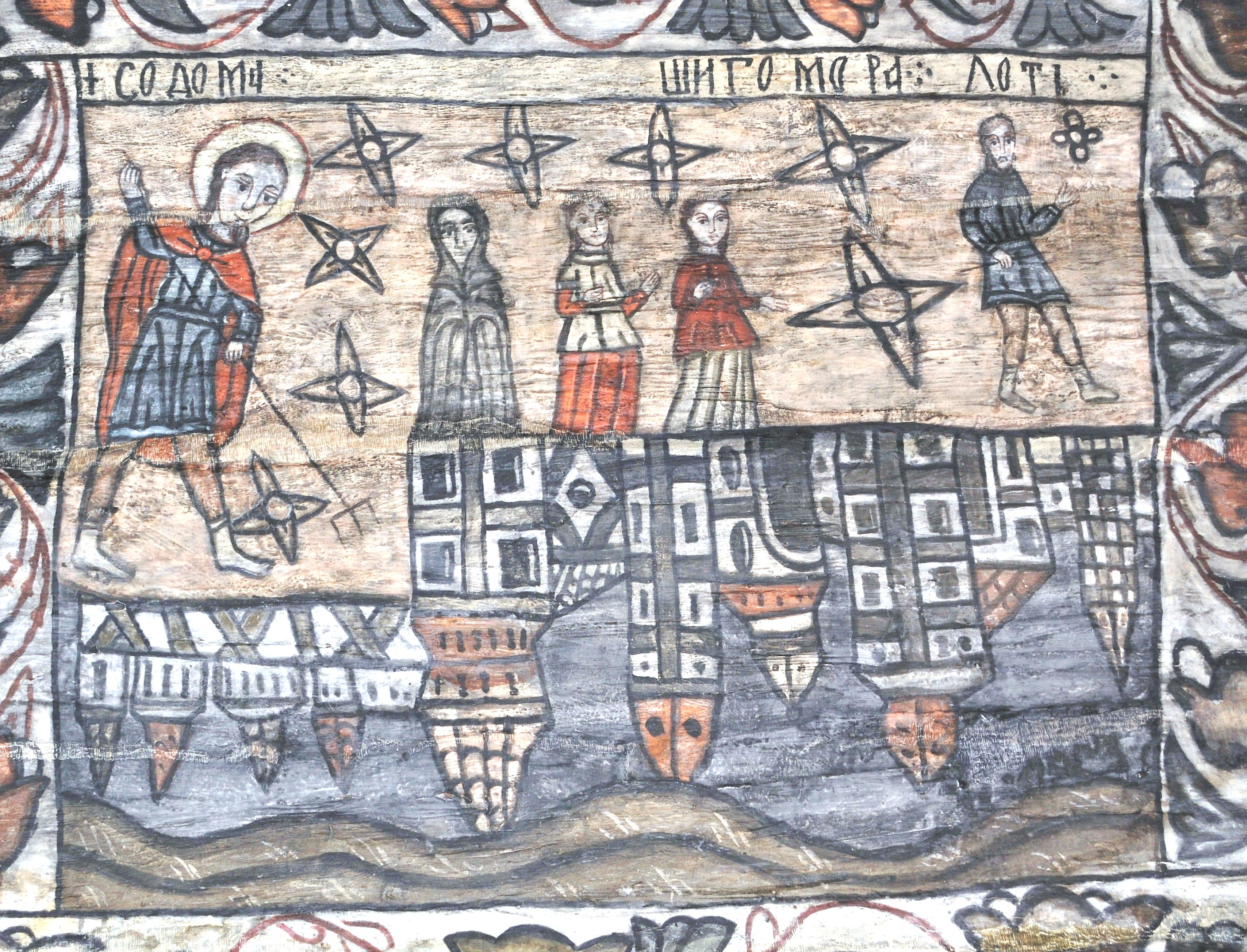
Sodoma și Gomora
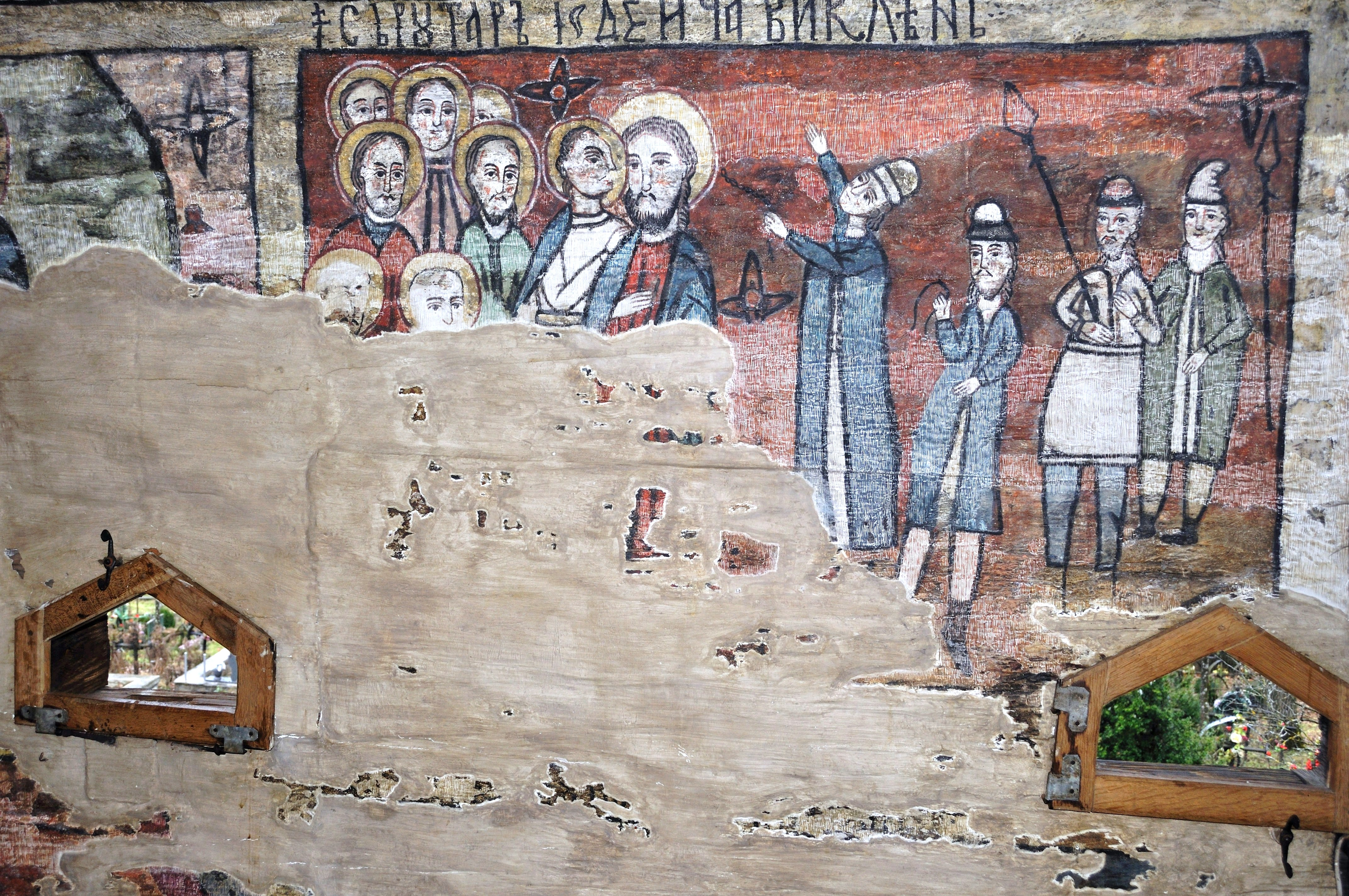
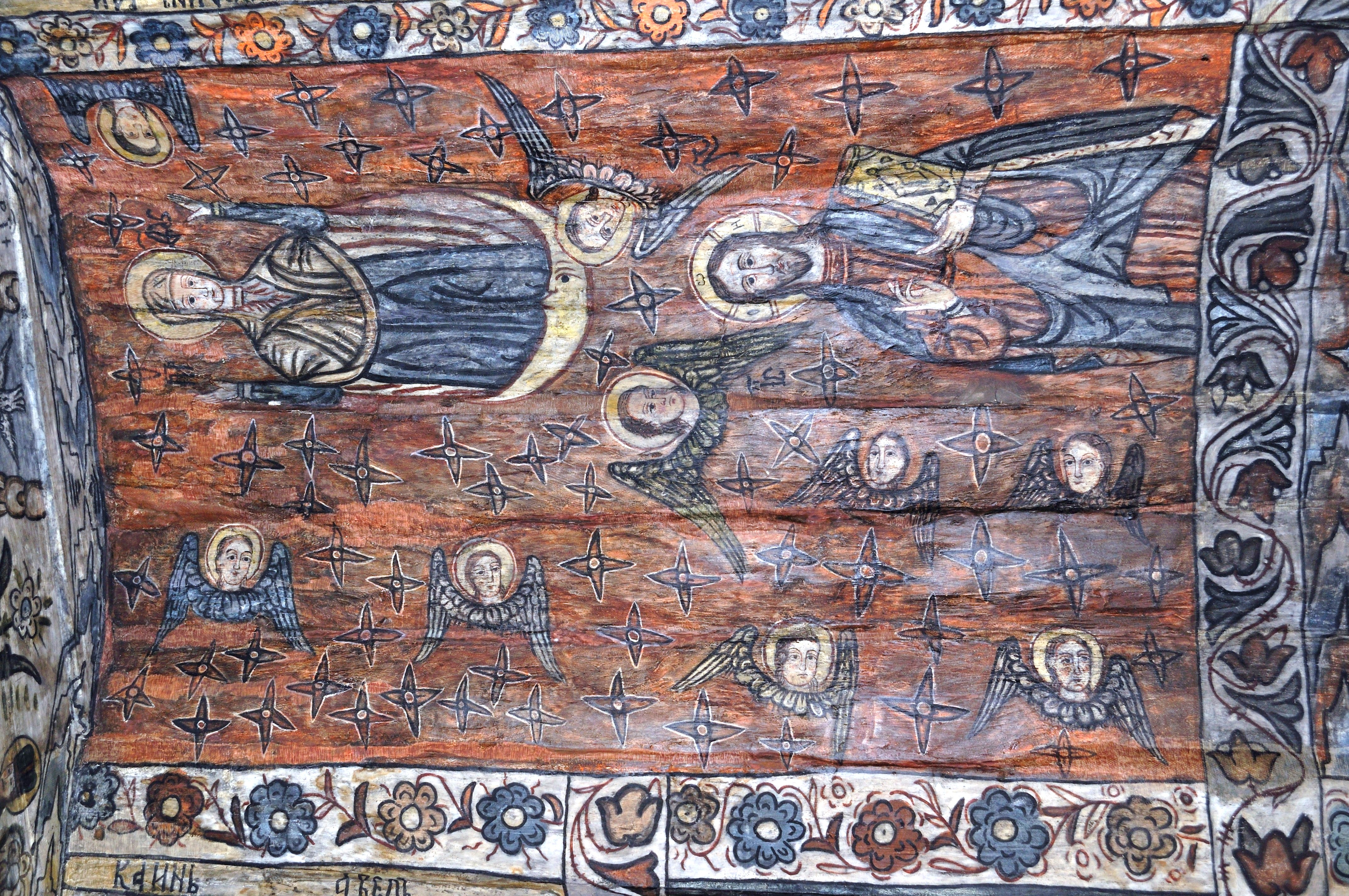
Boltă: Maica Domnului orantă; Isus învățător
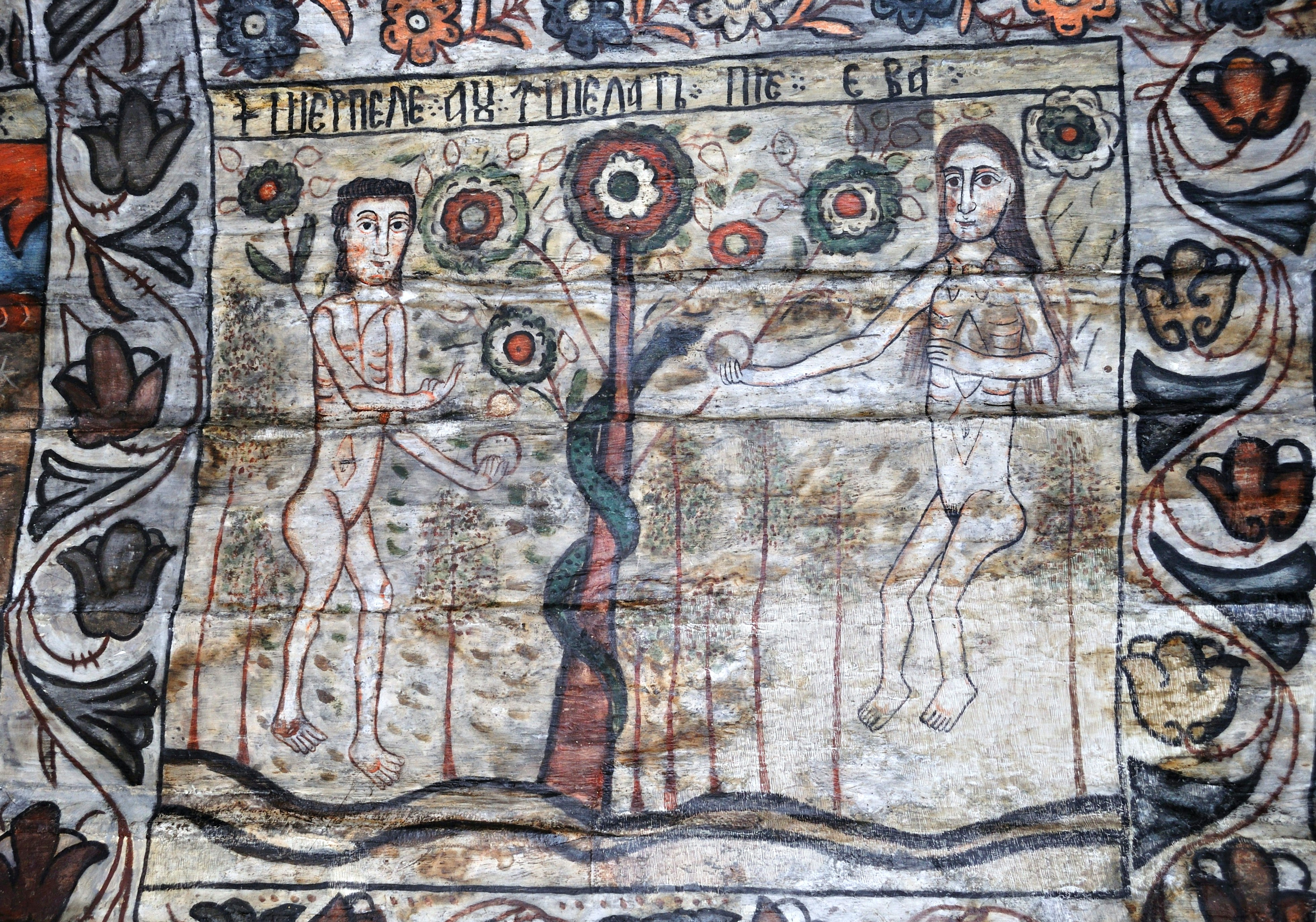
Ispita șarpelui (ȘERPELE AU ÎȘELATU PRE EVA)
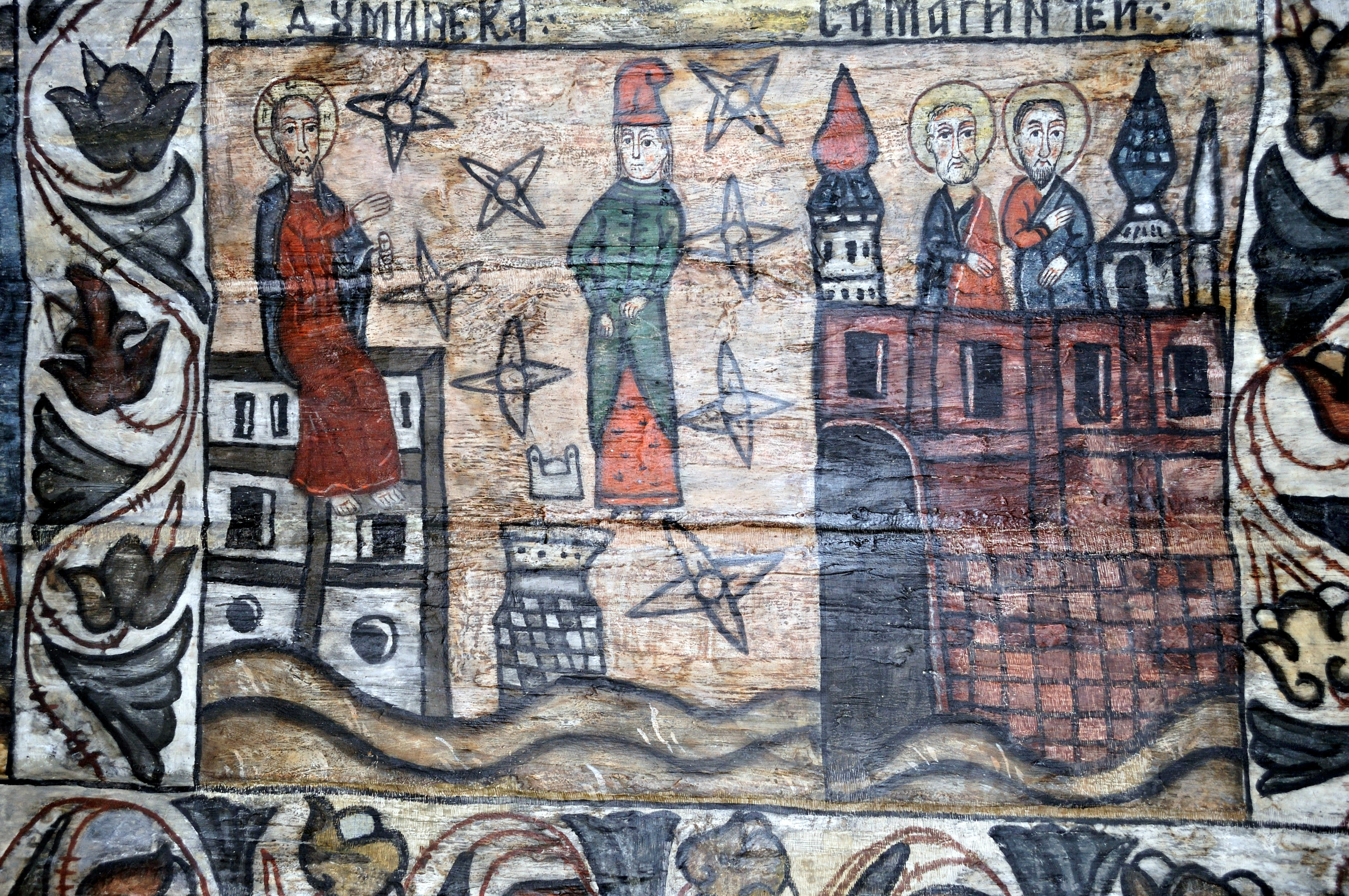
Dumineca Samarinencei
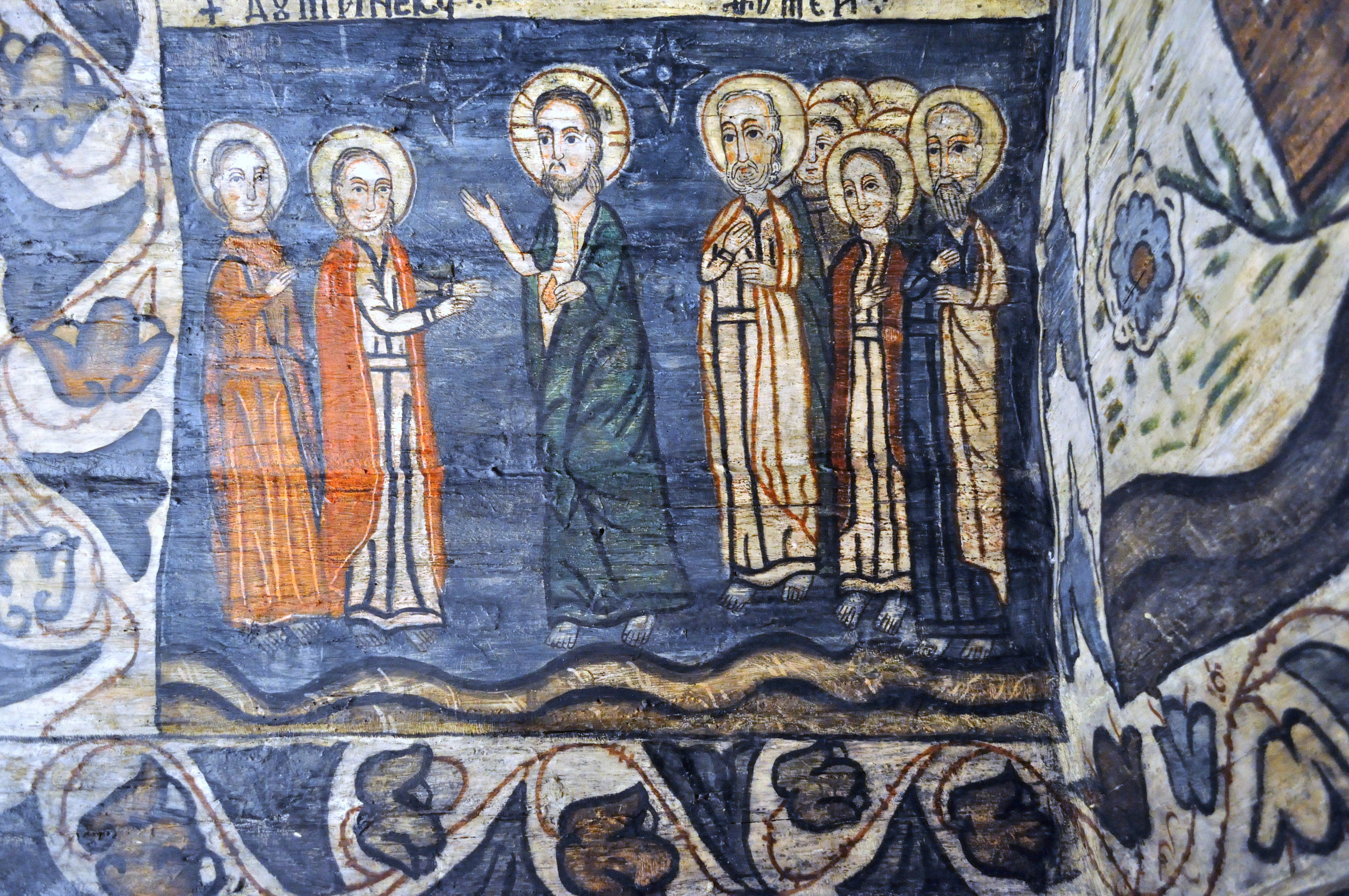
Dumineca Tomii
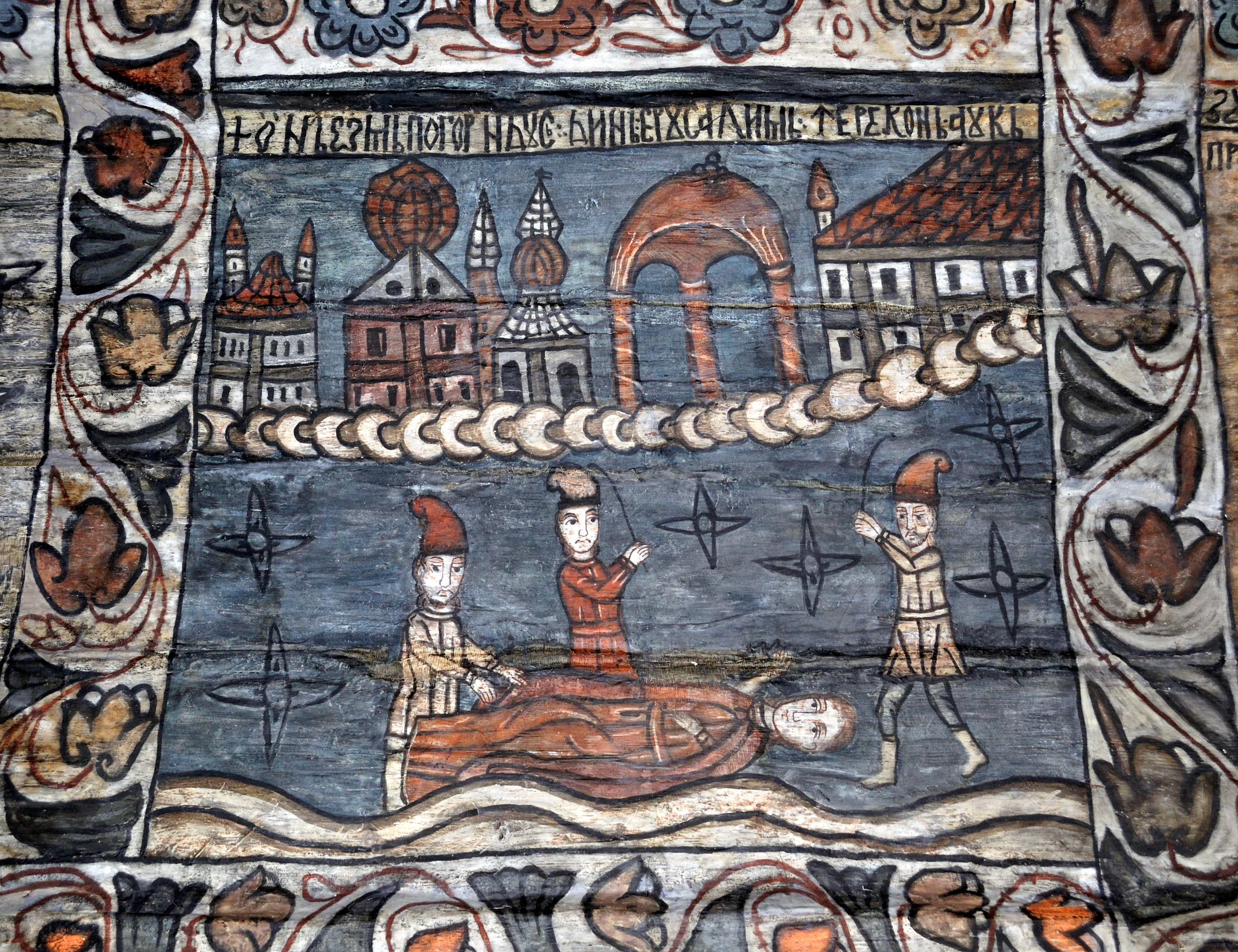
Pilda bunului Samarinean
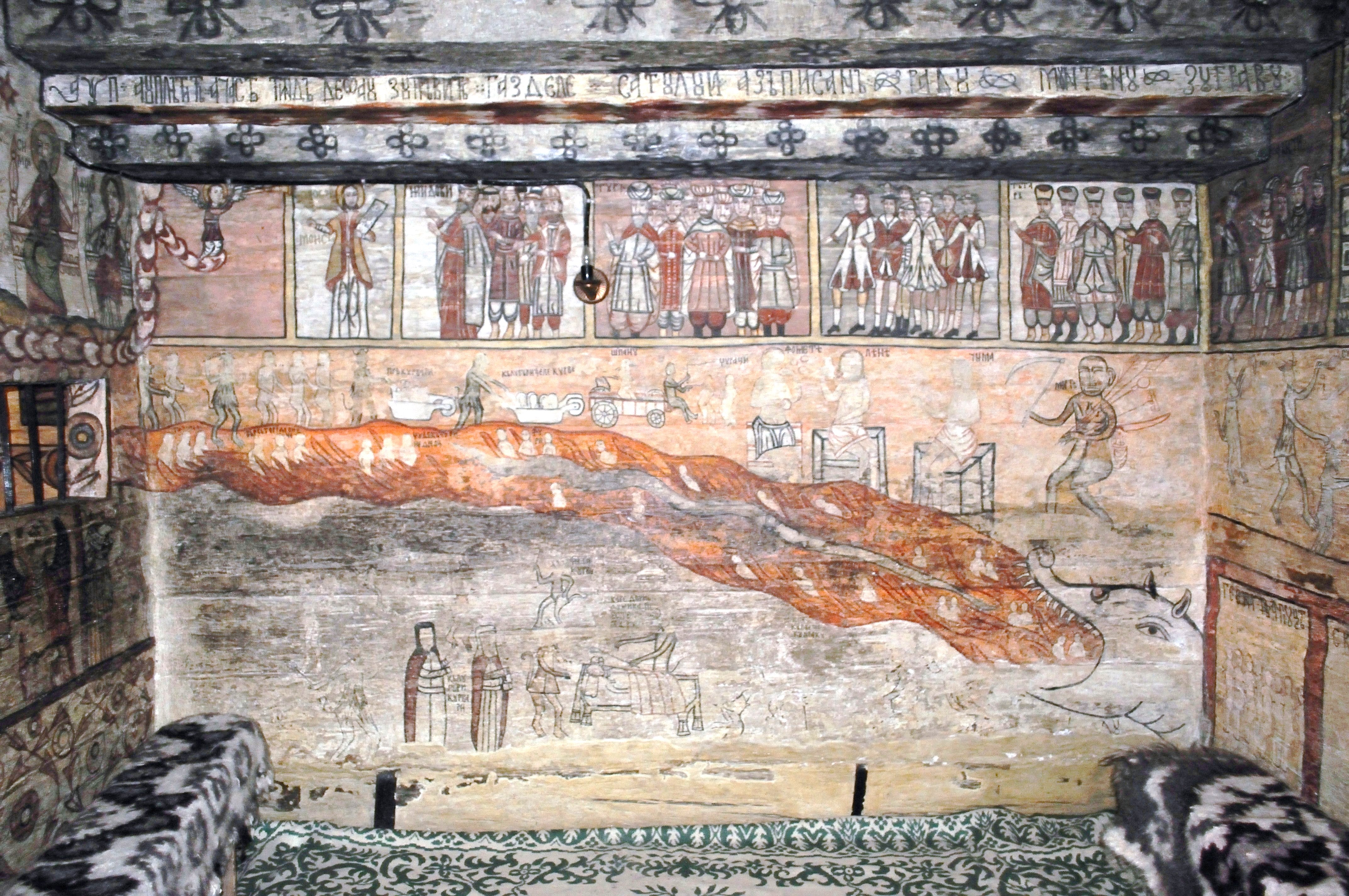
Pronaos: Moise; Evrei; Turci; Nemți; Tătari (sus); Judecata de Apoi (jos)
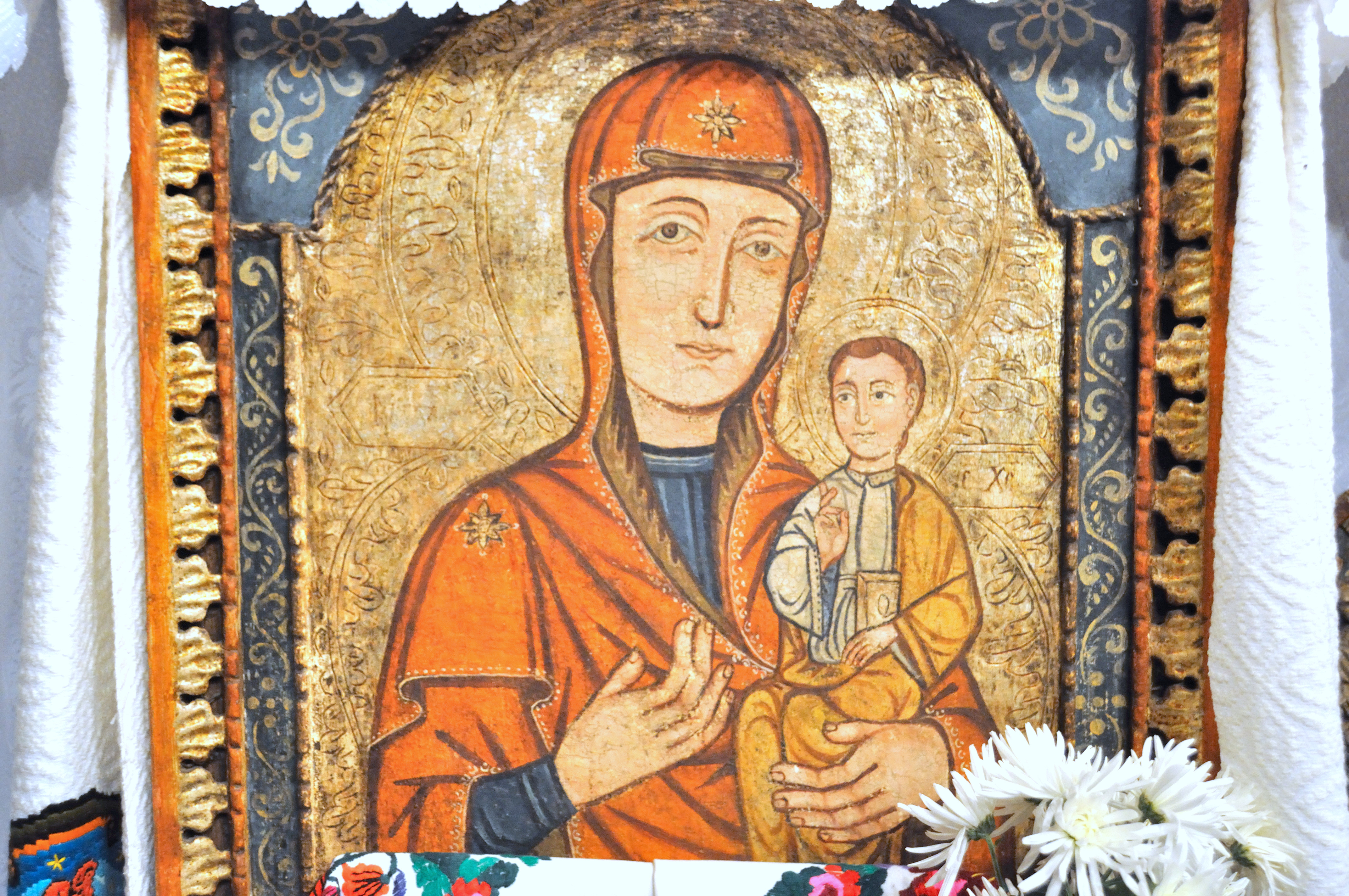
Maica Domnului cu Pruncul
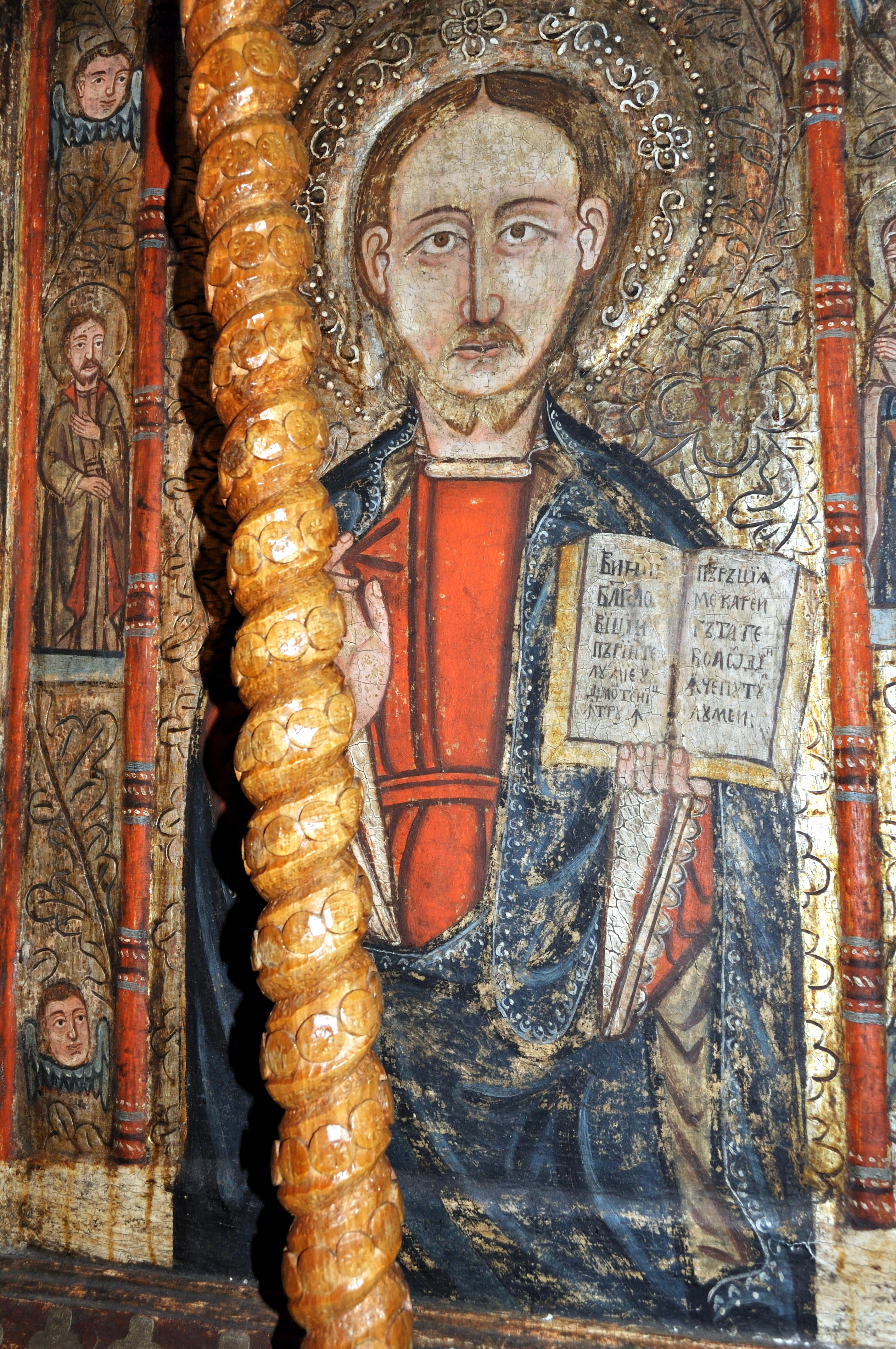
Isus Hristos Pantocrator
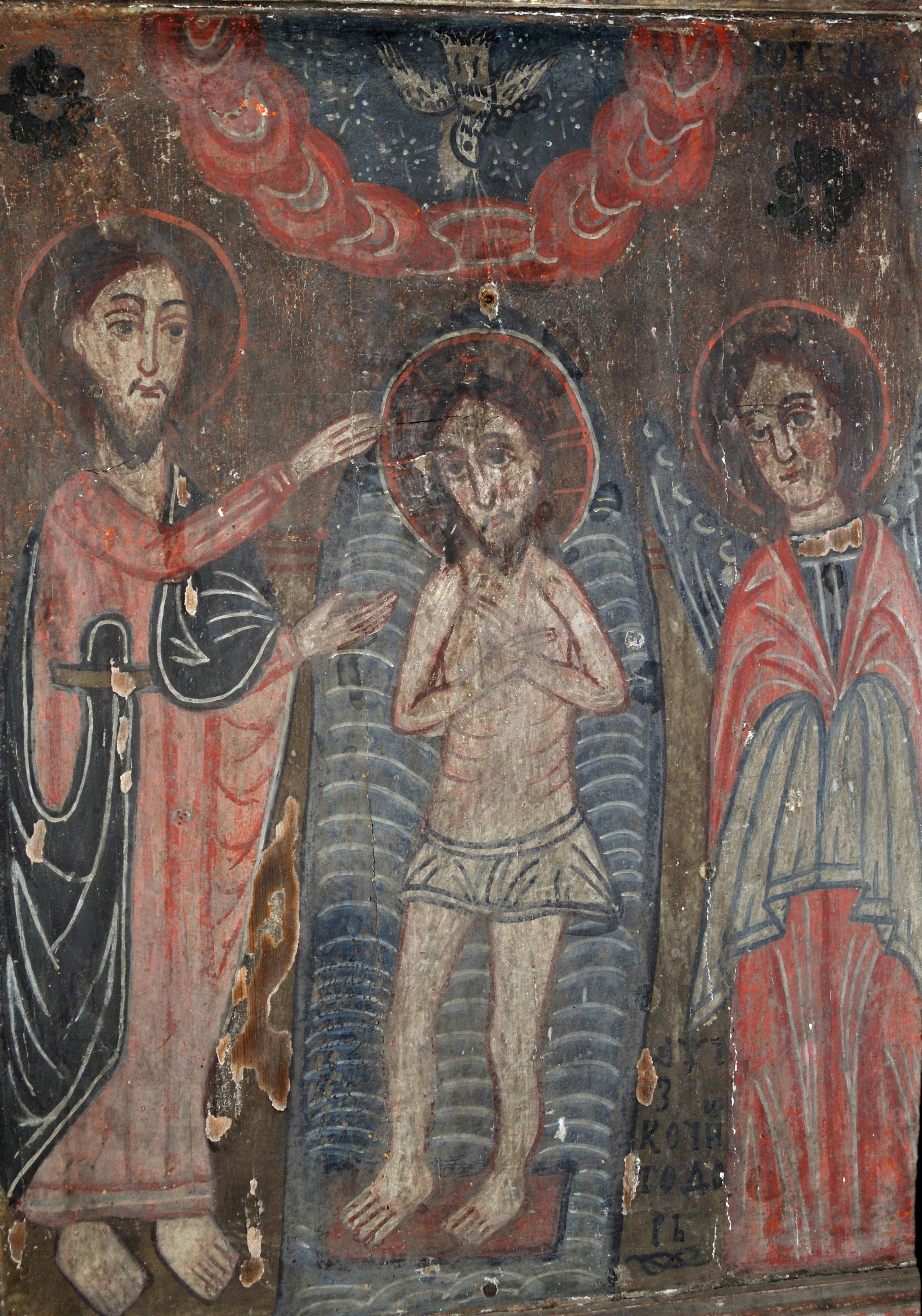
Botezul Domnului
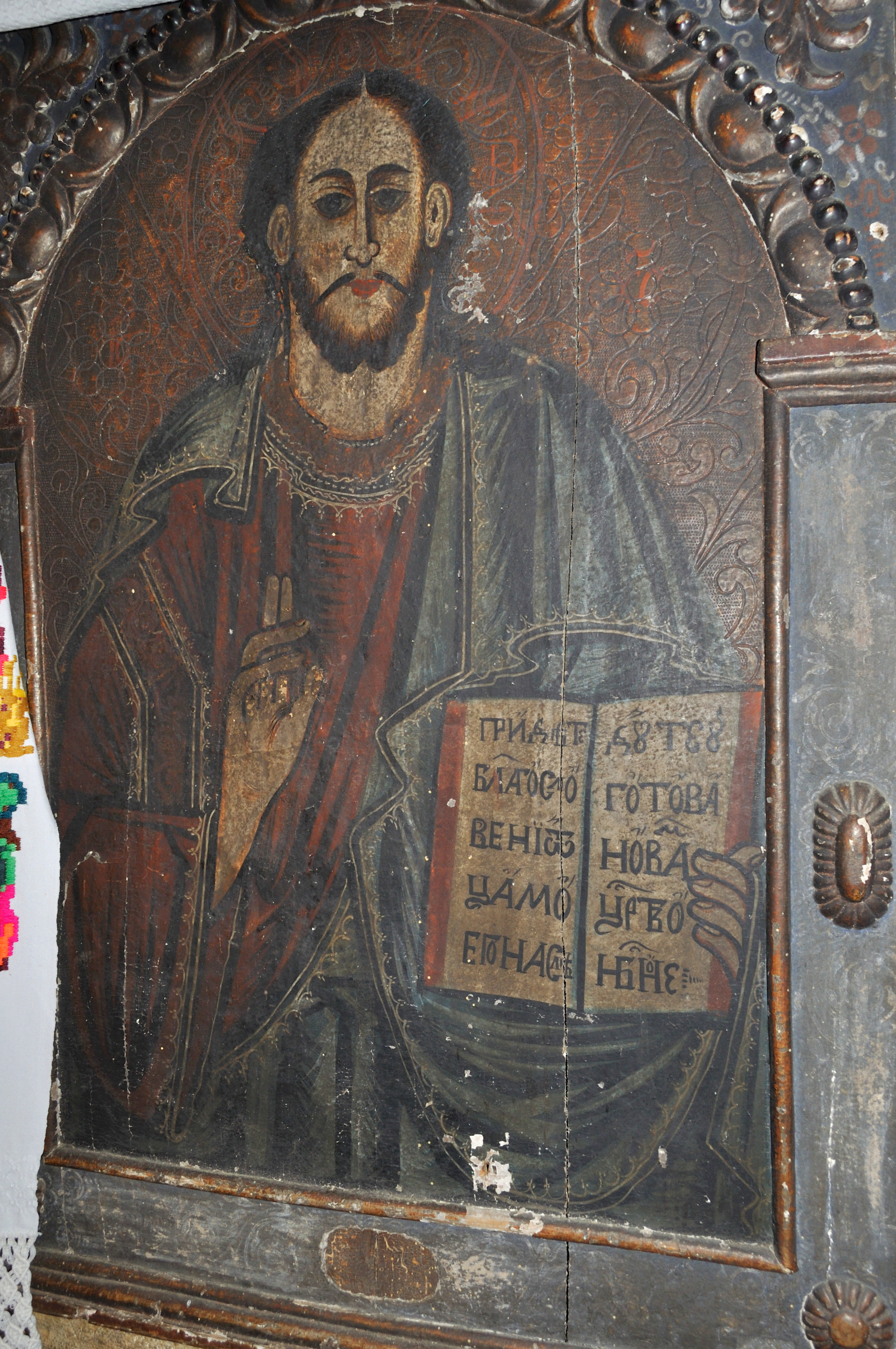
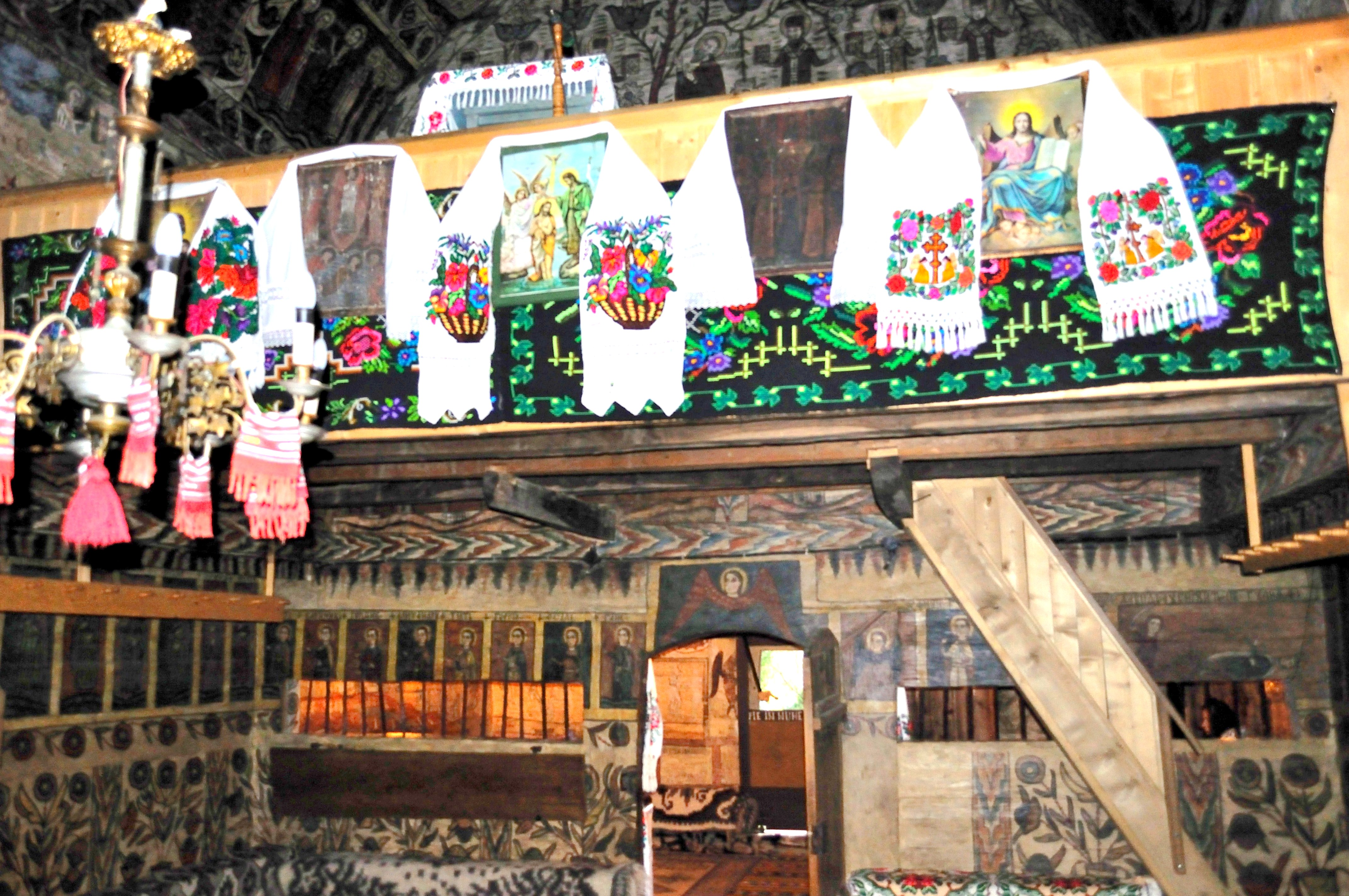